# Itaúna
Itaúna é um município brasileiro do estado de Minas Gerais. Está localizado no Quadrilátero Ferrífero, no Colar Metropolitano, a 80km de Belo Horizonte na Região Centro-Oeste de Minas. Limita-se  ao sul com Itatiaiuçu (Região Central de Minas), ao leste com Mateus Leme (Grande Belo Horizonte), ao oeste com Carmo do Cajuru, ao norte com Pará de Minas (Região Central de Minas) e, ao noroeste, com Igaratinga (Região Centro-Oeste). Possui uma população estimada em 2024 de 102 500 habitantes.

## História

### Primórdios: séculos XVII e XVIII
A história de Itaúna começa durante o período colonial, em que as bandeiras paulistas adentravam o sertão brasileiro. Segundo informações retiradas de "História de Itaúna", de Miguel Augusto Gonçalves de Souza, o primeiro branco a percorrer a região em que se encontra Itaúna foi Lourenço Castanho Taques, que ao contrário de outro bandeirante, Fernão Dias Pais Leme, enfrentou indígenas Cataguases em 1675 e fez um acampamento às margens do Rio São João, no que hoje seria Itaguara. Lourenço era filho de Pedro Taques, português, e Ana de Proença, paulista. Faleceu em São Paulo, em 1677.Em 1710, após a Guerra dos Emboabas, o bandeirante Manoel de Borba Gato, em uma de suas sesmarias, alcançou o vale do São João.
Nesse momento, a história da Bahia, da Literatura Brasileira e de Itaúna se confundem. O Poema Árcade Caramuru conta a história de Diogo Álvares, o homônimo, e Catarina Paraguaçu. Fato é que eles tiveram uma filha, Apolônia Álvares. Antônio Guedes de Brito, uma vez governador interino da província da Bahia, em 1676, era descendente de Apolônia. Brito, de 1652 a 1684 comprou 160 léguas de terra ao longo da margem direita do Rio São Francisco, do Morro do Chapéu, na Bahia, até a foz do Rio Pará, na atual Minas Gerais, onde hoje de encontra Itaúna. Diz Souza "Antônio Guedes de Brito, foi, assim, or ordem cronológica, o terceiro proprietário, comprovadamente, do território do atual município de Itaúna, apenas precedido pelo sesmeiro capitão-mor Brás Rocha Cardoso e o rei de Portugal. Nascido na Bahia entre 1626 e 1627, faleceu e foi sepultado, em Salvador, entre 1692 e 1695."
D. Isabel Maria Guedes de Brito era filha de Antônio Guedes de Brito e foi, cronologicamente, a quarta proprietária do território, herdado. A já citada sesmaria de Borba Gato o fez dono das terras, já que, em certo ponto, foram consideradas "devolutas". Em 24 de setembro de 1739, fora concedida a Manoel Pinheiro Diniz uma carta de Sesmaria, fazendo dele o sexto e último grande proprietário de terras a possuir a região de Itaúna.

### Sant'Ana de São João Acima - séculos XVIII e XIX
Há certa discussão acerca de quem foi o primeiro povoador dessas terras. De acordo com João Dornas Filho, o primeiro morador do município foi Antônio Gonçalves da Guia, do que discordou o engenheiro e empresário itaunense, já falecido, Osmário Soares Nogueira, também estudioso da história da região, para quem o habitante pioneiro foi Manuel Pinto.
A polêmica sobre o primeiro povoador da região não se encerra nesses dois nomes. Guaracy de Castro Nogueira, historiador e genealogista itaunense, ex-reitor da Universidade de Itaúna, sustenta que o pioneiro na região foi o Sargento-mor Gabriel da Silva Pereira, cujo penta neto, Osmando Pereira da Silva, veio a ser prefeito da cidade. Manoel Pinto de Madureira, erroneamente às vezes gravado como Manoel Pinto Moreira, é, para Miguel Augusto Gonçalves de Souza, "comprovadamente, construtor, no mais amplo sentido da expressão, da Capela de Santana [Hoje Rosário], e, sobretudo, como DOADOR, de seu patrimônio, núcleo inicial formador do novo arraial".A doação, referente à construção da capela, foi feita em 11 de outubro e registrada pelo Arcebispado de Mariana em 14 de outubro de 1765, o que torna Manoel Pinto de Madureira o incontestável fundador do Arraial de Santana do São João Acima.
Com a iminente exaustão das minas auríferas no estado, Minas Gerais começou a um processo de inflexão. Somente com a substituição da atividade mineradora pela agrícola que MG voltou a ter um avanço significativo na economia. Santana do São João Acima sempre fora uma região calcada nas atividades rurais, por mais que Madureira houvesse tentado achar ouro no Ribeirão Jacuba, afluente da margem esquerda do Rio São João. "Somente já na última década do Século XIX é que a 'localização de indústrias' passou a condicionar e direcionar o crescimento urbano, tornando-se, aliás, fator preponderante."
A Pecuária e a Mineração foram as principais atividades que fizeram o território ser povoado. Nas primeiras décadas do Século XIX, a mineração estava em evidente declínio, e a agricultura, outrora somente de subsistência, passou a ganhar mais relevância. Durante esses 76 anos, o ainda arraial pertencia a Pitangui.
Como citado anteriormente, Santana do São João Acima era subordinada, religiosamente, à Mariana. Contudo, em 3 de abril de 1839, pela lei nº138 da Assembleia Provincial, foi criada a paróquia do Espírito Santo de Itapecerica, na atual Divinópolis, à qual foi desmembrada de Pitangui e, por dois anos, seria Santana subordinada. Em 7 de abril de 1841, o curato de Santana foi elevado à categoria de Paróquia. Com a criação desta, o fluxo migratório, que permanecia estável, começou a ser mais expressivo. Um exemplo é a própria família Gonçalves de Souza, que se fixou, vinda de Bonfim, entre as décadas de 1830 e 1840. Em 23 de dezembro de 1874, após sucessivas trocas de poder com Pitangui, o arraial passa a ser um distrito e se subordinar à Pará de Minas, quadro esse que perdurou até a emancipação política total. Contudo, o desenvolvimento do arraial era lento, mas seguro e contínuo. Algumas datas e fatos marcantes do período: Em 1850, foi criada a primeira escola de primeiro grau; Segundo o censo de 1872, a população do arraial era de 4259 habitantes, sendo 1718 homens livres, 1830 mulheres livres, 341 escravos e 370 escravas, portanto, 16,69% da população era escravizada; Em 17 de fevereiro de 1877, visível sinal de progresso, foi inaugurada a agência do correio.

#### Rosário e Santana: as duas capelas
Conta Miguel Augusto: "É marco importante, da época, a construção, no local onde hoje se ergue a Matriz de Santana, o mais nobre da cidade, da pequena capela de Senhora do Rosário. Está foi edificada, na Década de 1840, pelos escravos, em seus momento de folga, sendo, em seguida, ampliada, sob a supervisão de nossos primeiros vigários, Antônio Maia, João da Cruz Penido, João Miranda e Antônio Campos [que viria a ser o primeiro vice-prefeito de Itaúna], e a ampla colaboração dos grandes fazendeiros locais. As obras de ampliação foram completadas, em 1875, com o término da pintura interna de autoria do artista Pedro Campos, de Sabará, com a colaboração de Antônio José dos Santos, mais conhecido por Tônio do Bá. A ampliação da Matriz, informa-nos João Dornas Filho, custou a vida do carpinteiro João Júlio César Silvino, que, ao trabalhar, nas obras de cobertura no interior da igreja, como consta do livro de óbitos, número 1. Trata-se, provavelmente do primeiro acidente de trabalho típico ocorrido em nossa história municipal. Em 1853 ocorreu a permuta da denominação das duas capelas: a do Rosário passou a chamar-se capela de Santana e a localizada no alto da colina do mesmo nome, marco inicial da fundação do arraial, capela do Rosário" Para saber mais sobre essa troca, acesse a página Igreja de Nossa Senhora do Rosário (Itaúna). Ela passou por reformas em 1929.

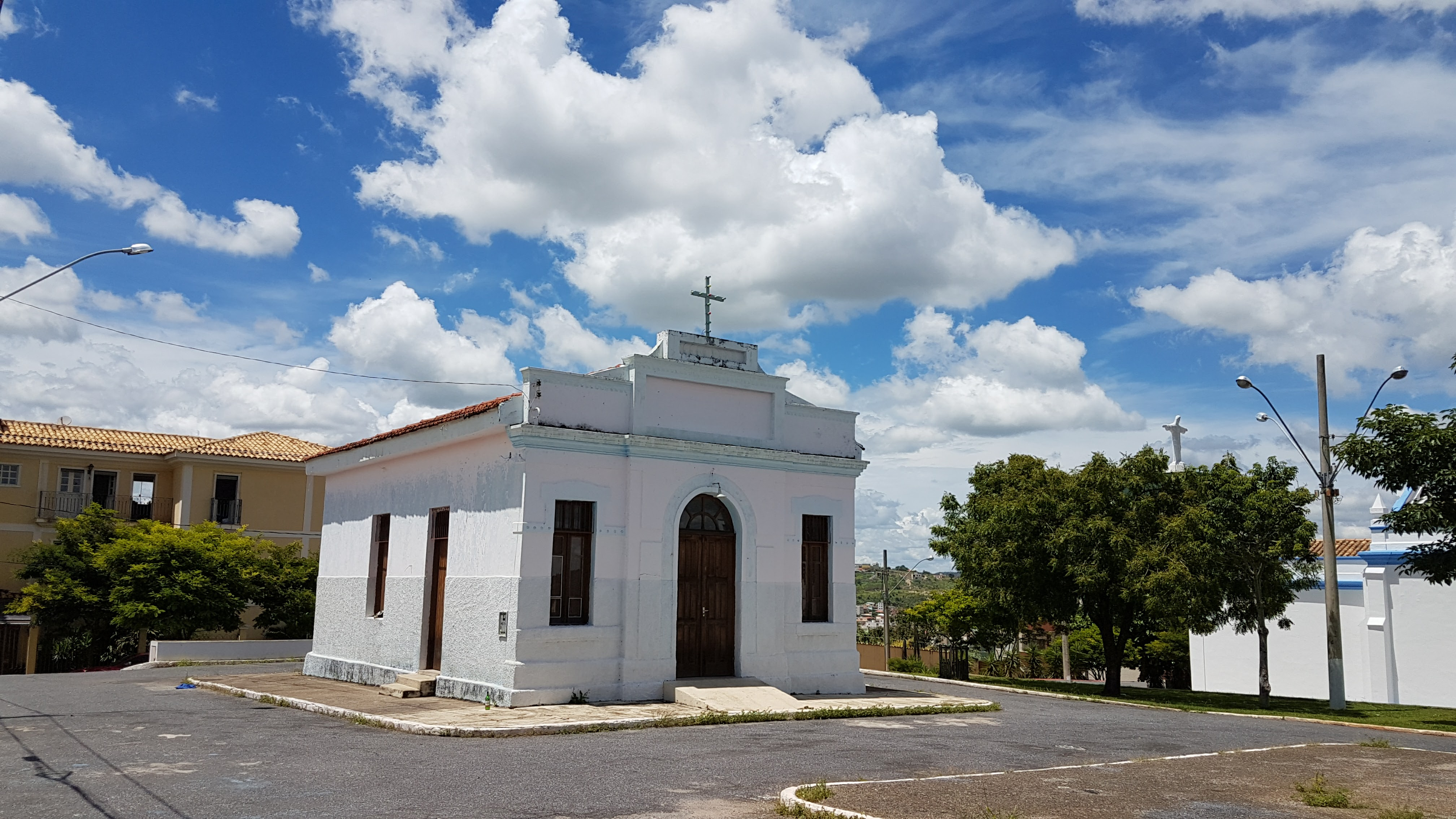
Igreja antiga, sede da Capela da Irmandade Sete Guardas Nossa Senhora do Rosário.
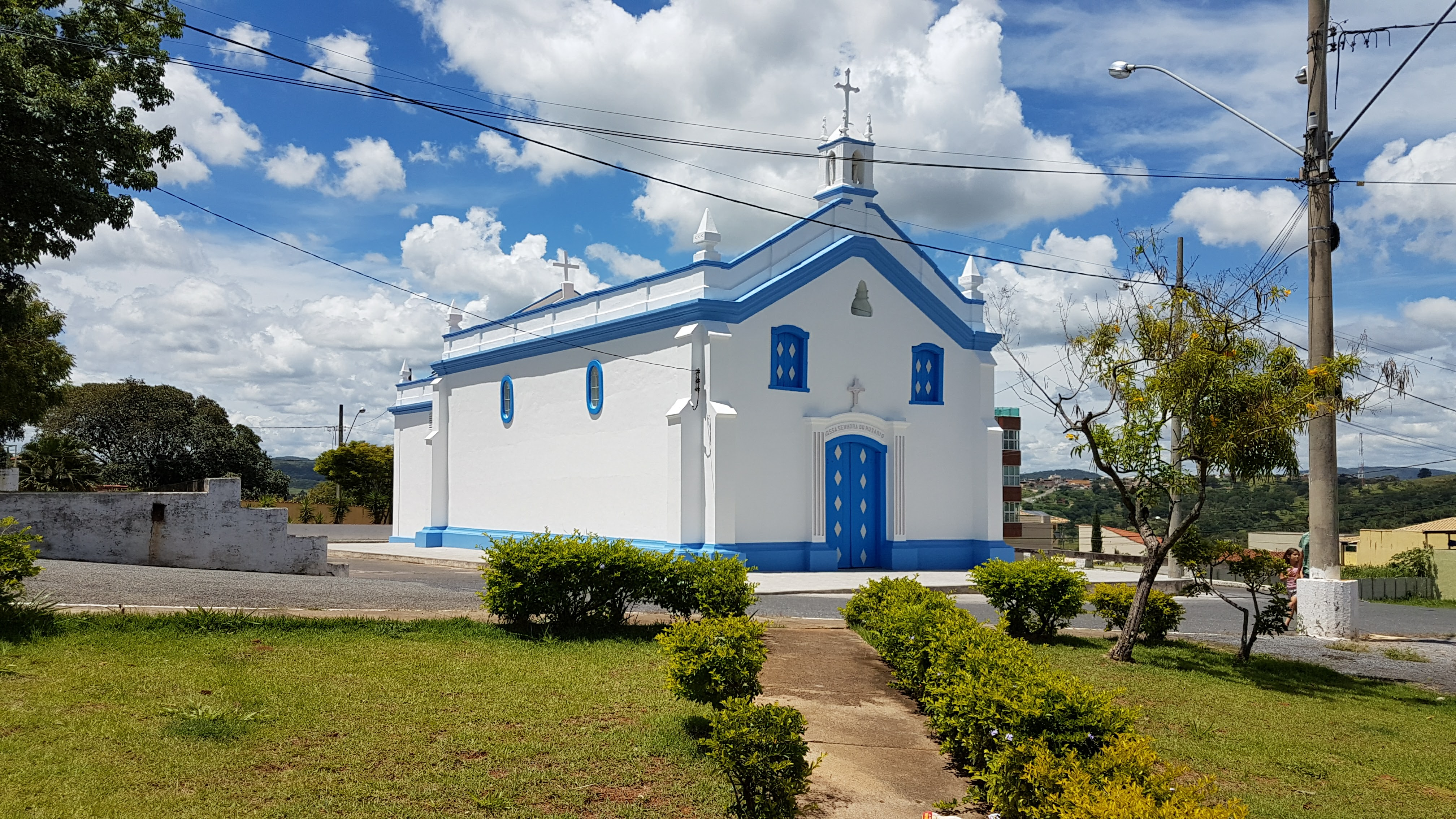
Igreja de Nossa Senhora do Rosário, outrora dedicada a Santana, construída por Manuel Madureira, ao estilo barroco da época.
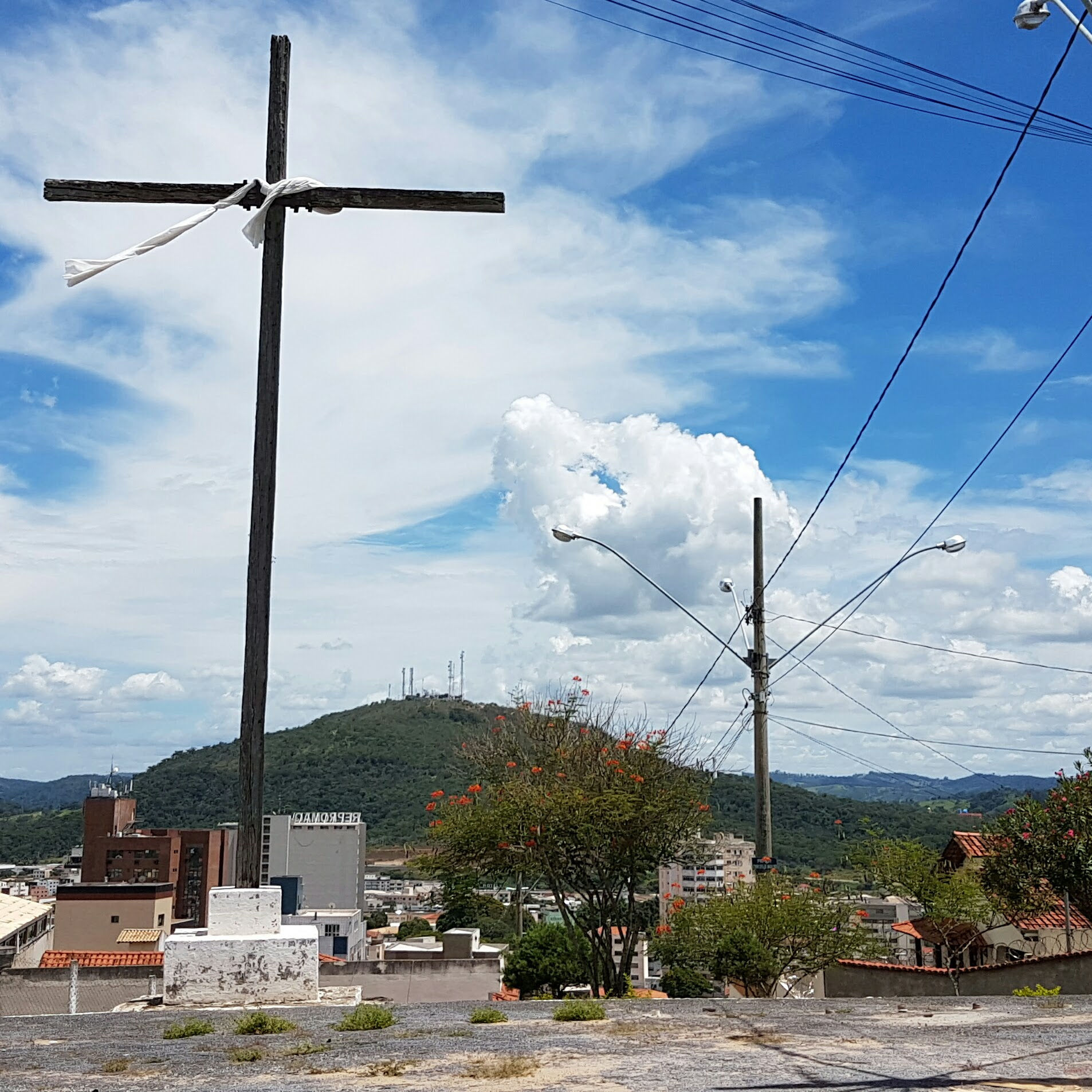
Cruzeiro, datado de 1739, com o morro do Bonfim de fundo.
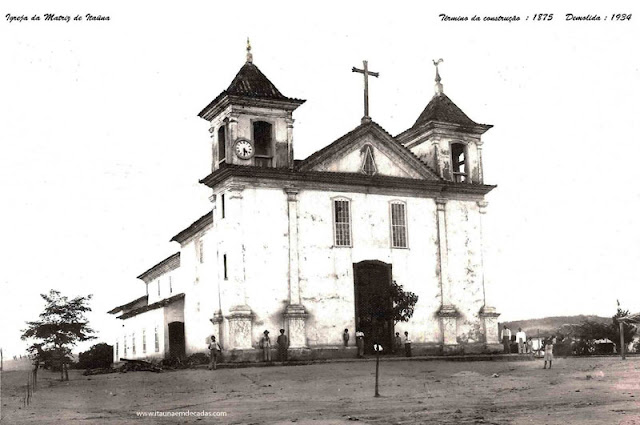
Antiga Matriz de Santana, demolida no final dos anos 30.
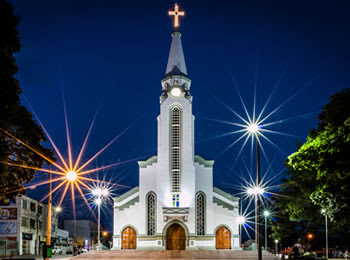
Atual Matriz de Santana.

### Cemitérios
Segundo consta no portal da Prefeitura de Itaúna: "O primeiro cemitério de Itaúna foi construído conjuntamente com a capela de Santana, no morro do Rosário, onde sepultava-se de 1750 a 1865. Com o crescimento do arraial, tornou-se necessário a construção de um novo cemitério, que iniciou os sepultamentos em 1853. Em 1921 esse cemitério tornou-se insuficiente e um novo foi construído, no centro da cidade. Mais tarde, na década de 50, construiu-se o cemitério do bairro Santanense. Já em fins da década de 80, o constante crescimento populacional da cidade exigiu um novo cemitério e de maneira inovadora, com túmulos subterrâneos, foi construído o cemitério do Parque Jardim Santanense que abriga atividades complementares ao sepultamento, como a capela velório, a sala de autopsia e em construção a câmara para armazenamento de corpos." 
O primeiro cemitério, como conta Luiz Gonzaga Fonseca,  era aos arredores da Capela ao alto do morro do Rosário. Não havia torre, o sino ficava do lado de fora de uma mureta de pedra, - algumas partes dela ainda existem - formando um pátio, usado para as celebrações do Reinado. Lá era o cemitério.
Esse segundo cemitério era onde hoje se localiza o Gruo Escolar José Gonçalves de Melo, entre a Rua Tácito Nogueira e a Praça Mário Matos. A lenda diz que a primeira pessoa enterrada nesse cemitério construído por barbôneos foi uma garotinha. Quando da inauguração da obra, o frei regente pediu que se plantassem rosas perto dos jazigos. Uma senhora então galhofou, dizendo que só tinha uma roseira, e apontou para a filha, que, subitamente, teria morrido dois dias depois. No entanto, essa versão popular não é condizente com a realidade, já que o primeiro funeral, datado de 21 de dezembro de 1853, foi de Faustino, escravo de Felizardo Gonçalves.
O terceiro cemitério, localizado no bairro das Graças, foi inaugurado em 1922. Falecida no Hotel Continental em Vitória, ES, Anita Nogueira Machado, esposa do médico Lincoln Nogueira Machado foi sepultada os 5 de março.
Ainda há o cemitério no povoado rural do Córrego do Soldado, cuja estrutura rústica é típica do uso de mão-de-obra escravizada. Ele é pouso utilizado, somente por habitantes locais, chegando, até mesmo, em 2000, 2011 e 2014 a não ter nenhum sepultamento.

### Igreja do Bonfim
As principais informações referentes à Capela no alto do morro do Bonfim são de João Dornas, em seu livro "Itaúna: contribuições para a história do município". Segundo ele, alguns frades barbôneos, saindo de Santana do São João Acima e indo em direção a Carmo do Cajuru recomendaram a construção de uma capela em homenagem a São Miguel, no interior de um cemitério, e uma em homenagem ao Senhor do Bonfim, no alto do então Morro de Santa Cruz - já que nele havia um cruzeiro fixado. A igreja para São Miguel foi construída com o dinheiro de esmolas, enquanto o tenente José Azambuja, financiou a construção da outra, em 1854.

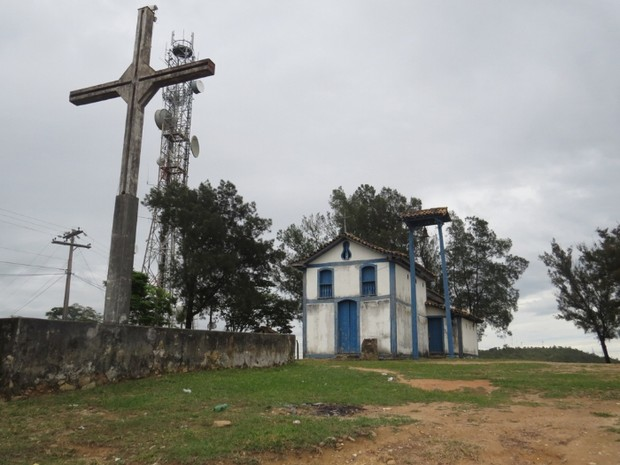
Capela no alto do morro do Bonfim

"As paredes desta Capela foram construídas em estrutura autônoma em madeira e alvenaria de adobe (tijolo feitos de barro e capim curados ao sol) revestidas de reboco. Estas paredes eram protegidas com caiação ficando em destaque a madeira que garante o travamento das paredes e evita o aparecimento de trincas provadas pela dilatação natural da estrutura das paredes.", conta Dornas. Em pleno período imperial, a capela fora construída ao estilo jesuíta colonial, e passou por várias reformas durante as décadas. Na década de 70, o cruzeiro de madeira fora substituído pelo atual, de concreto. Aos 14 de outubro de 2014, um infeliz incêndio atingiu a capela, que teve de ser reconstruída.  
Uma curiosidade acerca da Capela em questão é que, durante a Guerra do Paraguai, houve uma Campanha dos Voluntários da Pátria em Pitangui, e Pará, município que regia Santana, era parceiro de Pitangui. A História diz que o jovem Evaristo Cunha, para não ser mandado para o fronte, fugiu e se escondeu na igrejinha do Bonfim, ficando vários dias lá e conseguindo, enfim, fugir do alistamento. Entretanto, nem todos tiveram a mesma sorte, José Alves Galdino, por exemplo, foi pego tentando fugir, levado para Pitangui, e, para tentar escapar, comeu um dente de alho inteiro, para ficar com quadro febril e ser dispensado. Em virtude dessa manobra, Galdino acabou falecendo. 

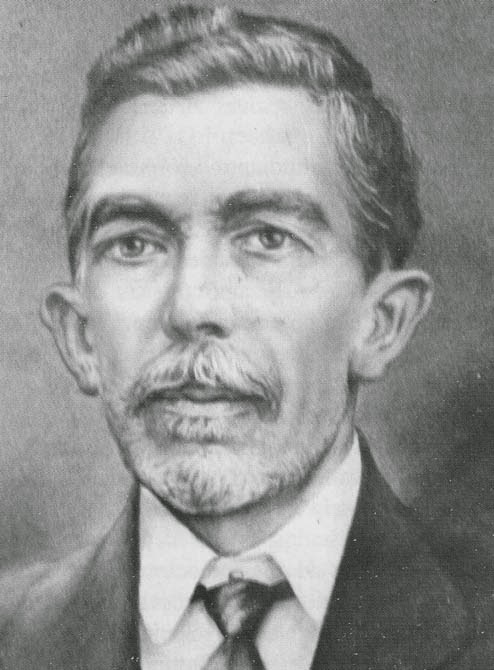
Doutor Augusto Gonçalves de Souza Moreira

### "A criação do Município de Itaúna e seu despertar para o progresso": 1888 a 1930
O segundo censo nacional, realizado em 1890, apontou que a população de Santana do São João Acima atingiu a marca de 5168 habitantes, crescendo 21,34% em relação a 18 anos antes. Foi nessa década que os sentimentos emancipacionistas dos moradores do arraial se fortaleceram, em especial o de Augusto Gonçalves de Souza. Ele, jovem médico, nascido em 1861, formado doutor em 1888 (em cuja cerimônia de colação de grau, segundo consta, se recusou a beijar a mão de Dom Pedro II, vistos seus ideais republicanos), que foi eleito deputado estadual para o congresso e também para a constituinte do estado, em 1891, com 57510 votos. Em 1894, foi reeleito, e, com sua proximidade com o alto escalão estadual, passou a procurar, ainda mais, a emancipação de sua terra natal.
Em 1890, devido à especulação na Bolsa do Rio de Janeiro, começou uma forte crise econômica no Brasil, cujo auge se deu em 1891. No entanto, foi também neste ano que, em 23 de outubro, foi fundada a Companhia de Tecidos Santanense, por Manoel José de Souza Moreira, primeiro empreendimento de tamanho porte no arraial, que continua na ativa até os dias atuais. Sobre a história dela, confira o artigo Santanense (Itaúna).
É chegado o ano de 1901, aguardado ansiosamente, pois na primeira constituição republicana das Minas Gerais, seria nesse ano que reformas administrativas seriam postas em prática no interior do estado. "Foram elaborados e encaminhados, pela comissão, ao alto exame do congresso mineiro, documentos diversos que atestavam a justiça do pleito, e, sobretudo, demonstravam que o distrito de Santana do São João Acima atendia a todos os requisitos legais para ser elevado à categoria de vila. Simultaneamente, era redigida e encaminhada ao Governador do Estado, dr. Francisco Silviano de Almeida Brandão a seguinte representação:
| “ | A comissão abaixo-assinada, aclamada pelos habitantes deste florescente distrito, vem, em cumprimento da missão que lhe foi confiada pelos seus conterrâneos, solicitar o vosso apoio e do vosso patriótico Governo ao projeto de criação do novo município, que formará com o Pará, comarca de mesmo nome, não traz aumento de despesa para o Estado, e não prejudica o município do Pará, que fica com ainda cinco distritos importantes O novo município ficará composto dos distritos de Santana do São João Acima, São Gonçalo do Pará, Carmo do Cajuru e Bicas, desmembrados do Pará, e do Itatiaio, desmembrado do Bonfim, com uma população de 20.060 habitantes, tomando-se por base o recenseamento imperfeito de 1890, com acréscimo de 30% para os dez anos decorridos O pedido que acaba de ser endereçado ao Congresso está de acordo com o preceito constitucional mineiro, e satisfaz à justa aspiração de um povo que muito concorreu para a propaganda republicana, organizando o partido e concorrendo às urnas no último período da monarquia; por isto julga-se com o direto de solicitar do Congresso Mineiro a elevação do seu distrito à sede do município. A comissão, contando com a vossa aprovação, e do vosso patriótico Governo, desde já hipoteca o seu inteiro apoio e subscreve com alta consideração - De V. Excia. Amigos e Correligionários. Santana, 21 de junho de 1901. A comissão: Dr. Augusto Gonçalves de Sousa Moreira, Josias Nogueira Machado, Senócrit Nogueira. | ” |

Todos os documentos foram escritos, de próprio punho, pelo Augusto Gonçalves de Souza"
Finalmente, em 16 de setembro de 1901, Santana do São João Acima foi elevada à categoria de vila, com o nome de Itaúna, pela lei de número 316, em seu artigo primeiro: (transcrita com a grafia da época)

LEI N. 319 - de 16 de Setembro de 1901.
Crêa diversos municípios, altera divisas e contém outras disposições.
O povo de Minas Geraes, por seus representantes, decretou, e eu, em seu nome, sanciono a seguinte lei:
Art.1. Ficam creados os seguintes municípios:
[...]
5)- De Itaúna, composto dos districtos de Sant'Anna de S. João Acima, Carmo do Cajuru e do povoado dos Tinôcos, desmembrados do município do Pará e dos districtos de Itatyaiussú e Conquista, desmembrados do de Bonfim
O povoado dos Tinôcos, que ficará anexado ao districto de Sant'Anna, tem as seguintes divisas: da serra do Itatiaya e pelas divisas do districto de Matheus Leme com o de Sant'Anna, segue se até o alto da serra de Caxambú e por esta até a serra da Saudade e dahi até o corrego do Betume; segue se por este abaixo até a barra do ribeirão e dahi procurando o vàu do Morro Grande, continua-se em direcção do ribeirão de Antônio Maria e dahia em deante pelas divisas do districto de Bicas com o de Matheus Leme.
[...]— Dada no Palácio da Presidência do Estado de Minas Geraes, na cidade de Bello Horizonte, aos 16 dias do mez de setembro de 1901.
Dr. Francisco Silviano de Almeida Brandão
Wenceslau Braz Prereira Gomes
Sellada e publicada nesta Aecretaria do Interior do Estado de Minas Geraes, na cidade de Bello Horizonte, aos 16 de setembro de 1901.
Servindo de director, José Coelho Linhares.

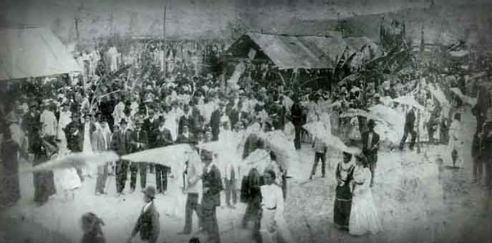
Imagem da chegada do primeiro trem de Ferro a Itaúna. Somente em 1917 a Estação seria construída nesse local, em que se localiza uma caixa d'água, em que os trens a vapor paravam para abastecer.

"Diversas sugestões foram apresentadas para o nome do novo município, segundo o jornal Diário de Minas, num plebiscito realizado em setembro de 1899, como Burgana (burgo, povoado de Ana), Brasilina Minópolis, Floresta, Joanuense, Paranguape, Aroeiras, Cauarinas, Nova América,  Serroazul, Iraras, Pitanguape, Ouricury, Nova Minas e Auriverde. O vigário ainda sugeriu Burgracia, mas esse já foi rechaçado de primeira. A denominação adotada, Itaúna, topônimo de origem tupi." Tem sua origem explicada mais adiante. Sem nenhuma disputa, aos 2 de janeiro de 1902, oficialmente o município foi instalado, sob a liderança de dr. Augusto. Portanto, Até emancipar-se politicamente, Itaúna pertenceu administrativamente aos municípios: Sabará: 1711, Pitangui: 1715, Pará de Minas: 1848, Pitangui: 1850, Pará de Minas: 1858, Pitangui: 1872, Pará de Minas: 1874 e Itaúna: 1901.

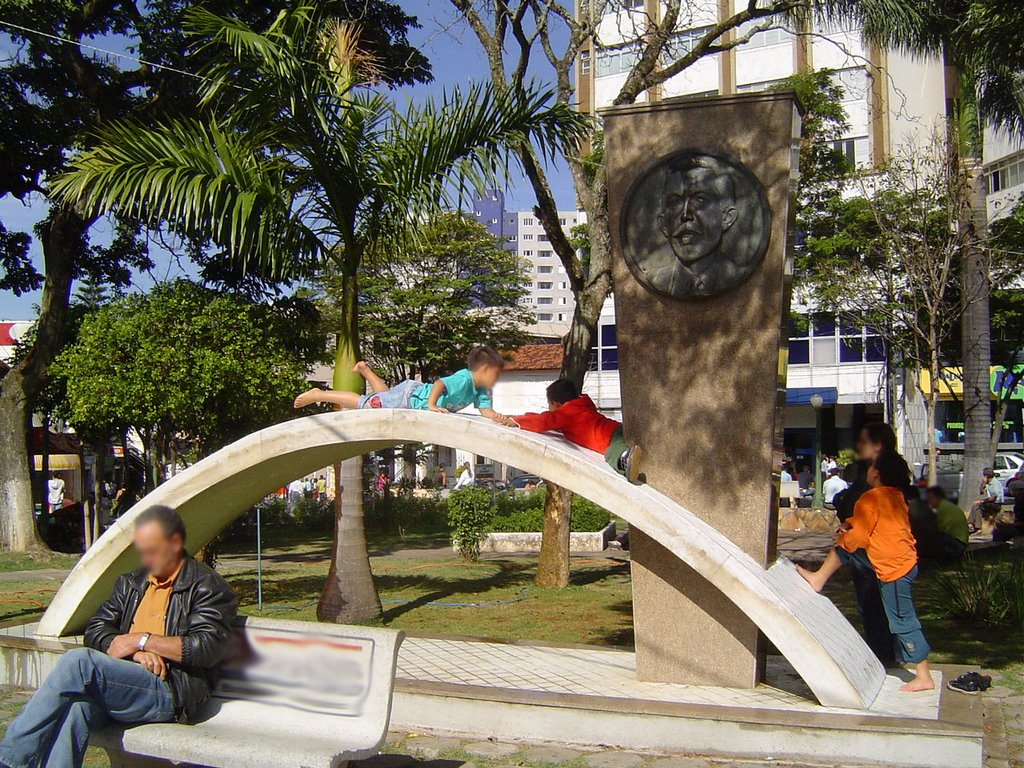
Monumento a Dr. Augusto Gonçalves, o popular "Escorregador" da Praça.

Em 10 de março de 1910 ocorreu fato histórico para a cidade: pelos trilhos da Estrada de Ferro do Oeste Mineiro, chegou o primeiro trem a Itaúna, que, então, ficou ligada a Belo Horizonte e Divinópolis 
Em 18 de setembro de 1915 foi promulgada a lei de número 663, que elevava Itaúna à categoria de cidade. Esse ato, embora meramente formal, pois vila e cidade, na época, tinham praticamente o mesmo valor e poder, é muito significativo, pois denota o crescimento de Itaúna dentro do cenário estadual. 
Segundo dados do Album Chorographico do Estado de Minas Geraes, de 1927, Itaúna era dividida em cinco distritos: Itaúna, Itatiayussú (emancipado em 1962 como Itatiaiuçu), Cajuru (emancipado em 1948 como Carmo do Cajuru), Conquista (emancipado em 1943 como Itaguara) e Serra Azul, hoje parte do município de Mateus Leme. Em "Galeria: Representações Cartográficas de Itaúna", logo abaixo, é possível observar um mapa da época e dados referentes à população de então. 
Resume Miguel Augusto Gonçalves de Souza o momento vivido por Itaúna em seus primeiros trinta anos de vida, os quais mudariam drasticamente após a Revolução de 1930: "O comando político praticando, conjuntamente, no plano estadual e no municipal, bem como a atuação empresarial e o exercício apostolar de medicina foram, para ele [dr. Augusto Gonçalves] basicamente, instrumentos utilizados para a construção da grandeza e dignidade de Itaúna. Este, pois, o belo peíodo de nossa história municipal construído, com civismo e competência exemplares, por cidadãos portadores das melhores qualificações."

### Córrego do Soldado
A lenda diz que, muito tempo atrás, em Santo Antônio da Serra, houve um crime, e dois soldados foram designados para solucioná-lo. Antes de começar a investigação, prepararam uma jacuba para comerem, e, depois de alimentados, partiram. O que restou da jacuba, uma jacubinha, eles levaram consigo para comer no caminho. No entanto, os dois soldados se sentiram "empanturrados", e procuraram um córrego para se aliviarem. Eles chegaram ao curso d'água já muito debilitados, e lá morreram. Essa lenda conta a história do nome de quatro comunidades rurais da cidade, Córrego do Soldado, Jacuba, Jacubinha e Empanturrados. Ainda há uma versão que cita que os soldados também comeram um pedaço de angu já ressequido, o que daria origem ao nome da comunidade do Angu Seco.
A história da fixação do povoado surge juntamente da família Antunes., vinda de Piedade do Paraopeba. Joaquim Antunes Campos nasceu em Rio Manso e casou-se com Maria Constância de Jesus, criou filhos, negociou escravizados e fez lavoura, tudo na região onde hoje se encontra o Córrego. Maria ainda doou oito alqueires de terra para a Paróquia, onde hoje se localiza o Cemitério, em que eles estão enterrados. E por falar em religião, é impossível não citar o Pe. José Ferreira Netto, pároco responsável pela comunidade entre 1943 e 1985.

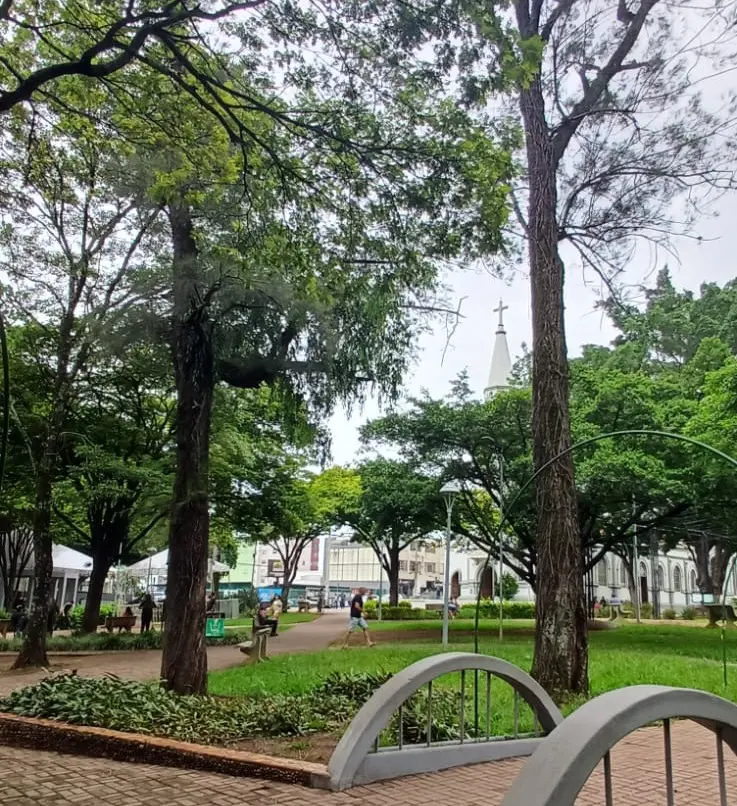
Praça da Matriz

### Itaúna e a Segunda Guerra Mundial
Conta Iracema de Sousa: "Até a Itália foram os seguintes; Antônio Lopes de Morais, Elídio Afonso Guimarães, José Ferreira de Matos, Valdemar e Amado. E também os radicados em Itaúna: Major Rui Machado, Geraldo Rodrigues China e Inácio Campos Cordeiro.
Valdemar e um outro, apelidado por “Mula Manca”, acabaram seus dias sofrendo das faculdades mentais, ou melhor dizendo, de neuroses de guerra.
“Mula Manca” vivia cantando pelas ruas da cidade coisas desconexas, mas que lembravam os dias de combate. Por exemplo: “o navio de guerra quer falar contigo”, ou então: “o navio de guerra e o paraquedista”. E assim, esses dois foram-se desaparecendo, no turbilhão da vida.
Maria Magdalena Carneiro e Geralda Garcia Braz também se ofereceram “voluntárias”, como enfermeiras da Cruz Vermelha, mas só ficaram em Belo Horizonte tratando dos soldados feridos que regressavam da frente de batalha.
Afinal, no dia 18 de julho de 1945, chegavam à Itaúna. Foi uma apoteose. A cidade soube receber os filhos que souberam honrar seu nome.
O povo se aglomerava na praça Dr. Augusto, dando vivas, ao som da banda de música, toques de sinos, todos cantando o Hino dos Pracinhas: “Você sabe de onde eu venho? É de uma pátria que eu tenho”.
Antônio Lopes de Morais e José Ferreira de Matos foram carregados aos ombros por populares, desde a praça da estação até a Praça da Matriz."  E houve uma festança na cidade.

### Aparições marianas
Segundo relatos, Nossa Senhora apareceu pela primeira vez em Itaúna no dia 27 de julho de 1955, para três crianças, de três famílias ali residentes, que estavam próximas de um barranco atrás de um cavalo. A Virgem Maria teria aparecido sobre um cupinzeiro e entre árvores, trazendo consigo mensagens sobre oração e conversão. Posteriormente, outros moradores também afirmaram terem visto a aparição. Desde então, devotos se reúnem em uma gruta construída ali no ano de 1956. No dia 27 de julho de 2002, uma imagem que representa Nossa Senhora conforme os detalhes em que foi vista, foi entronizada na gruta. A gruta, ainda rodeada de frondosas árvores é um dos principais pontos turísticos da cidade.

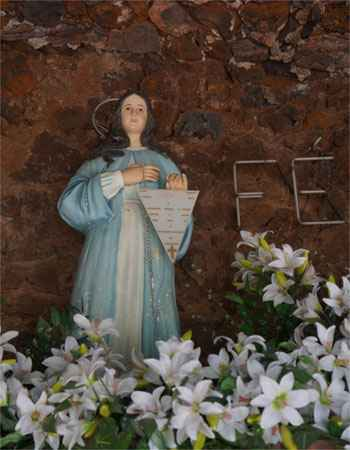
Imagem de Nossa Senhora de Itaúna.
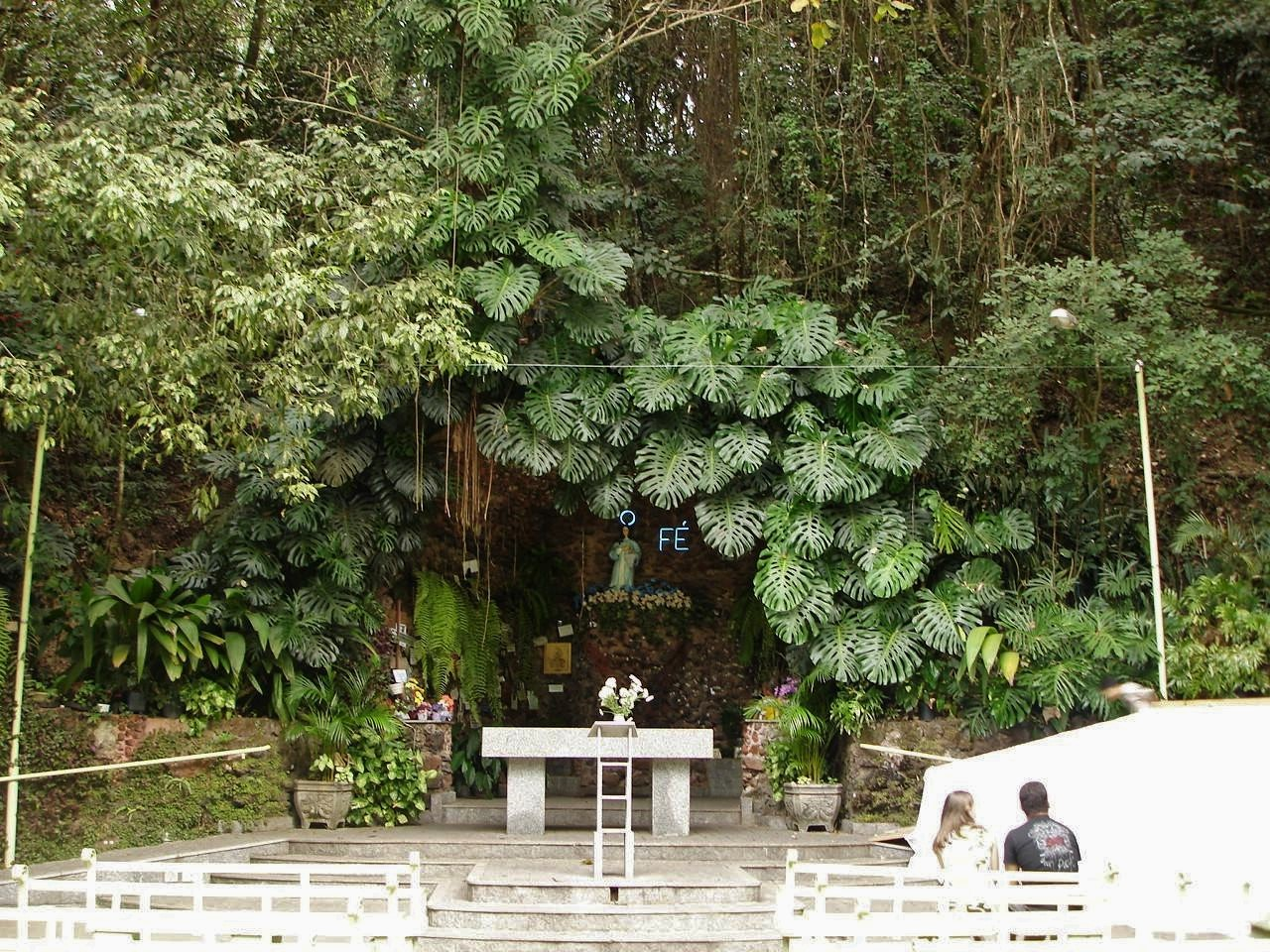
Gruta das aparições de Itaúna, localizada no bairro de Lourdes.

### Movimentos emancipacionistas
Em 1943 e 1963, respectivamente, ocorreram as emancipações políticas de Itaguara, antes Conquista, e de Itatiaiuçu.
No mesmo ano de 1963, ocorreu a tentativa de emancipação de Santanense, um dos bairros mais antigos da cidade, do município de Itaúna, história essa que está relatada, na íntegra, no artigo próprio do Bairro em questão.

### Cidade Educativa do Mundo pela UNESCO
O título de cidade educativa do Mundo pela UNESCO foi a Itaúna concedido em 1975. 
O projeto "Cidade Educativa" nasceu em Paris, sede da UNESCO, a fim de implementar novas maneiras de ensino para as crianças no mundo todo. Para representar o Brasil, foi escolhido o então secretário de educação de Minas Gerais, o sr. Agnelo Corrêa Viana. Dos 722 municípios existentes em MG, 151 tinham um plano de educação preparado, então eles foram selecionados para uma "competição". Itaúna toda se mobilizou pela causa, e a cidade foi passando e chegando às finais da competição. Sobraram as cidades de Itaúna, Itabira, São João del Rey e Uberlândia. Os municípios foram julgados pela comissão avaliadora e julgados "in loco". Houve uma festança em Itaúna, com centenas de pessoas acompanhando o juri, tiro de guerra e tudo mais. Itaúna venceu em 2 de 3 critérios, mas foi ultrapassada por Itabira pela diferença de 18,48 pontos. Então a organização do evento resolveu conceder às duas cidades o título em questão, motivo de orgulho até os dias atuais para o povo itaunense.

### Galeria: Representações cartográficas de Itaúna[34]

Mapa de 1778 relativo à Comarca de Sabará. Percebe-se nele, a partir das posições de Pitangui, Mateus Leme e do Rio Pará, a referência ao local onde hoje é Itaúna como "Mata do Sego", além de rodeado por serras.
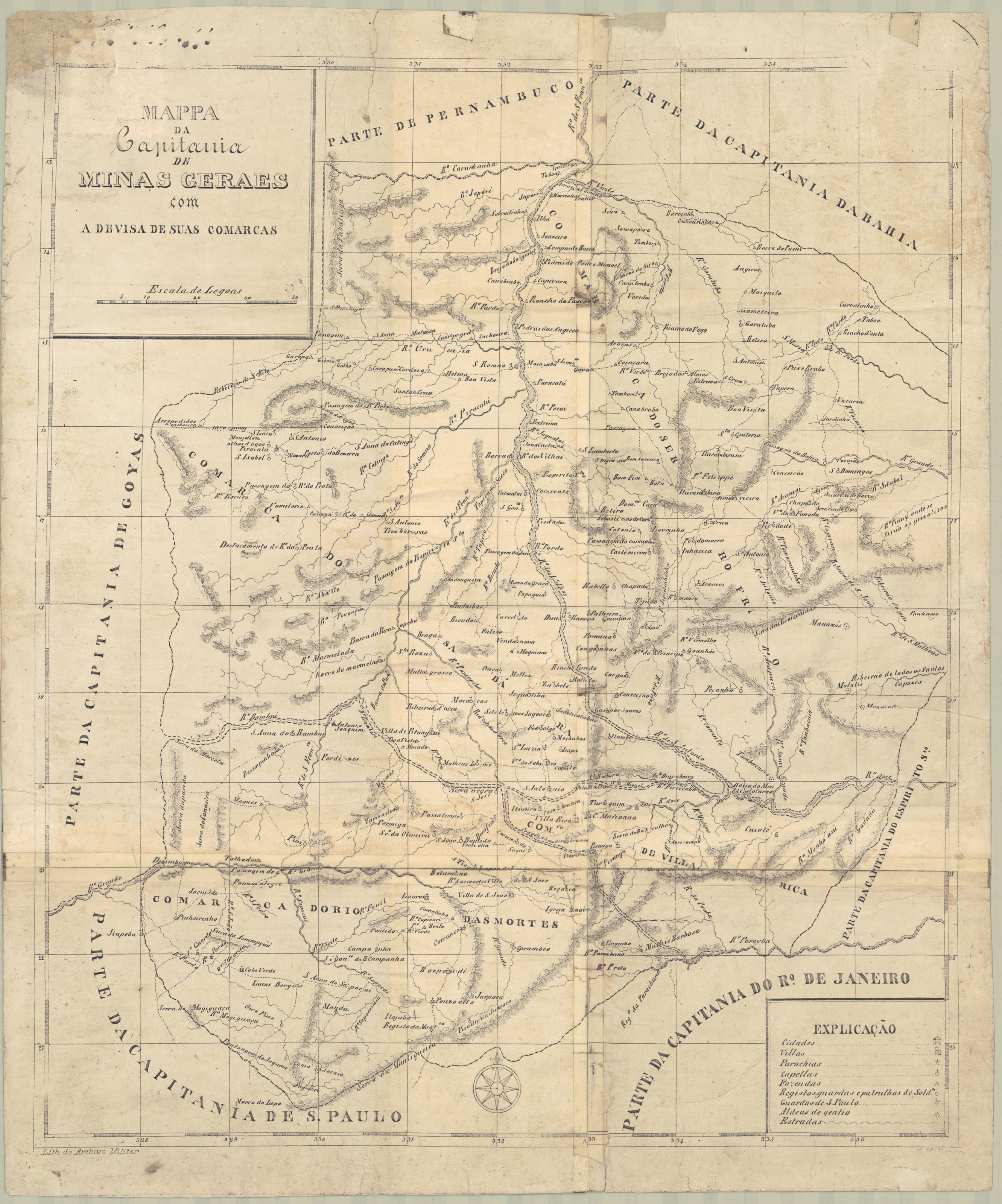
Neste outro mapa de 1778, a referência à região de Itaúna dá-se somente por inferir que, por tais terras, passava uma estrada de tropeiros e, mais à frente, havia um posto de parada de soldados.
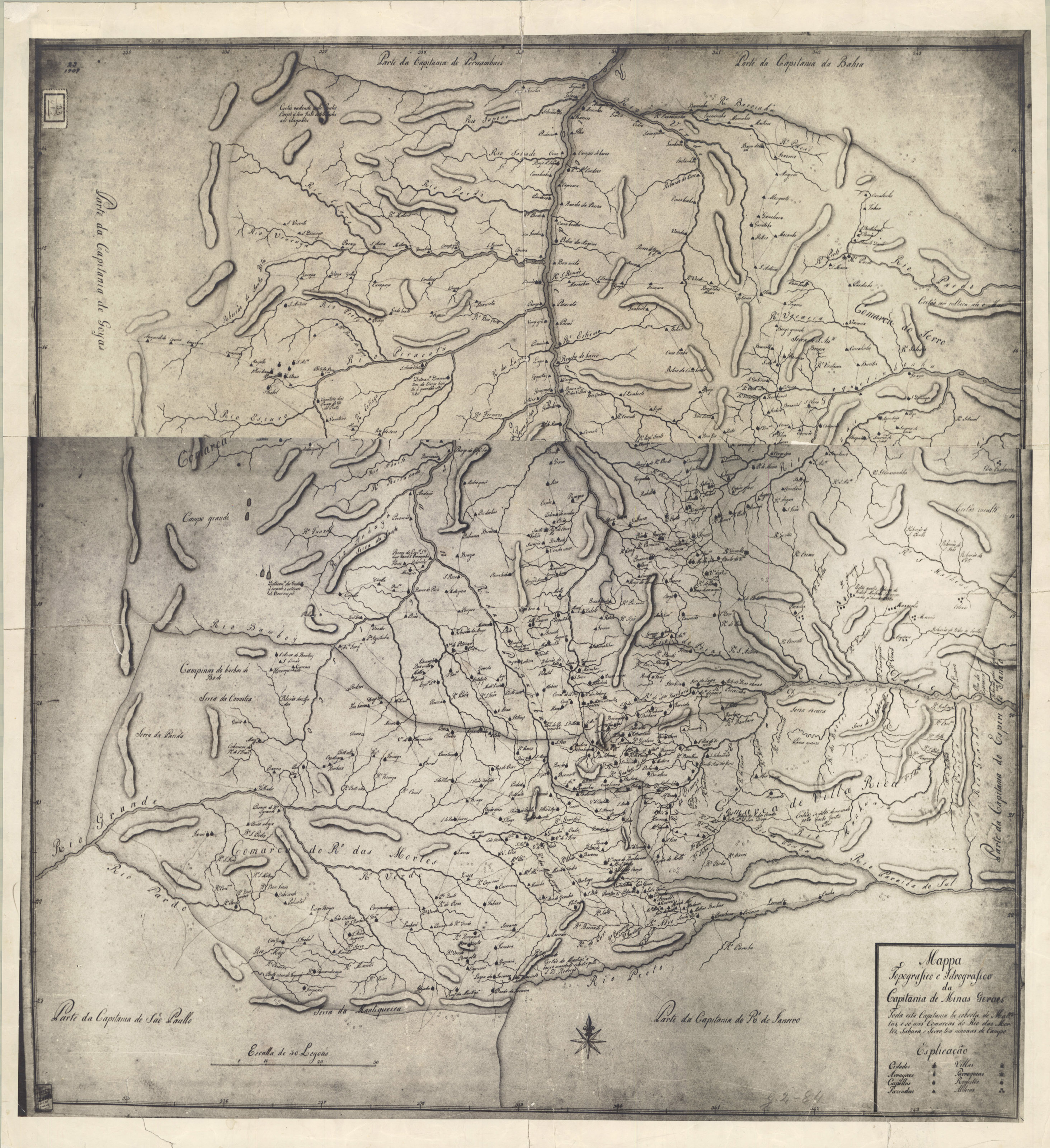
Nessa produção de 1800, há a indicação explícita do local de Itaúna, marcado por "S.tana", referente à Santana de São João Acima. Ainda, é presente também o Rio São João, que nomeava e corta a cidade.
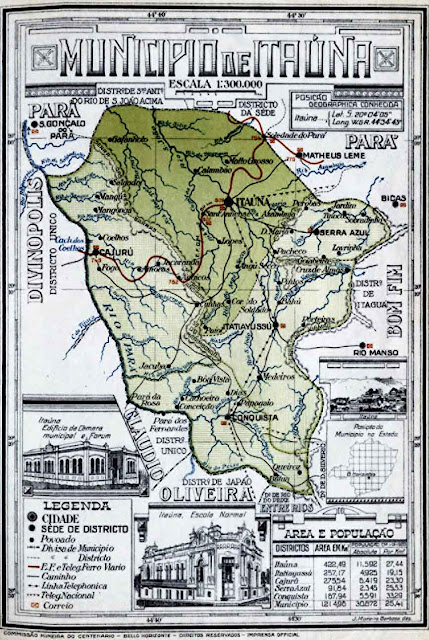
Mapa de 1927 do Álbum Chorographico Municipal do Estado de Minas Geraes; nota-se a presença de distritos hoje emancipados, ou seja, municípios vizinhos atualmente. Presente nesse mapa que, em 1927 a população da cidade de Itaúna era de 11592 habitantes, e o município tinha um total de 30872 pessoas.
- Imagem de satélite do IBGE, de 2022, que mostra toda área do município, consequentemente o uso do solo e mancha urbana itaunense.

## Símbolos
São símbolos municipais de Itaúna a bandeira, o brasão e o hino. Todas as informações citadas são retiradas do Portal Oficial da Prefeitura de Itaúna

### Bandeira

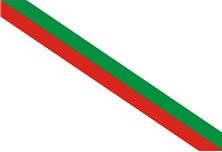
Bandeira de Itaúna, vigente desde 1959.

Criada por Eponina Maria do Carmo Nogueira Gomide Soares em 1959, através de um concurso feito pela Prefeitura vigente à época. Composta de um fundo branco, que simboliza a neutralidade, uma faixa diagonal bicolor, de cima para baixo, partindo do mastro, sendo o verde a de cima, representando a bandeira brasileira, e o vermelho escuro a de baixo, representando a bandeira portuguesa, mineira e os próprios bandeirantes. 

### Brasão

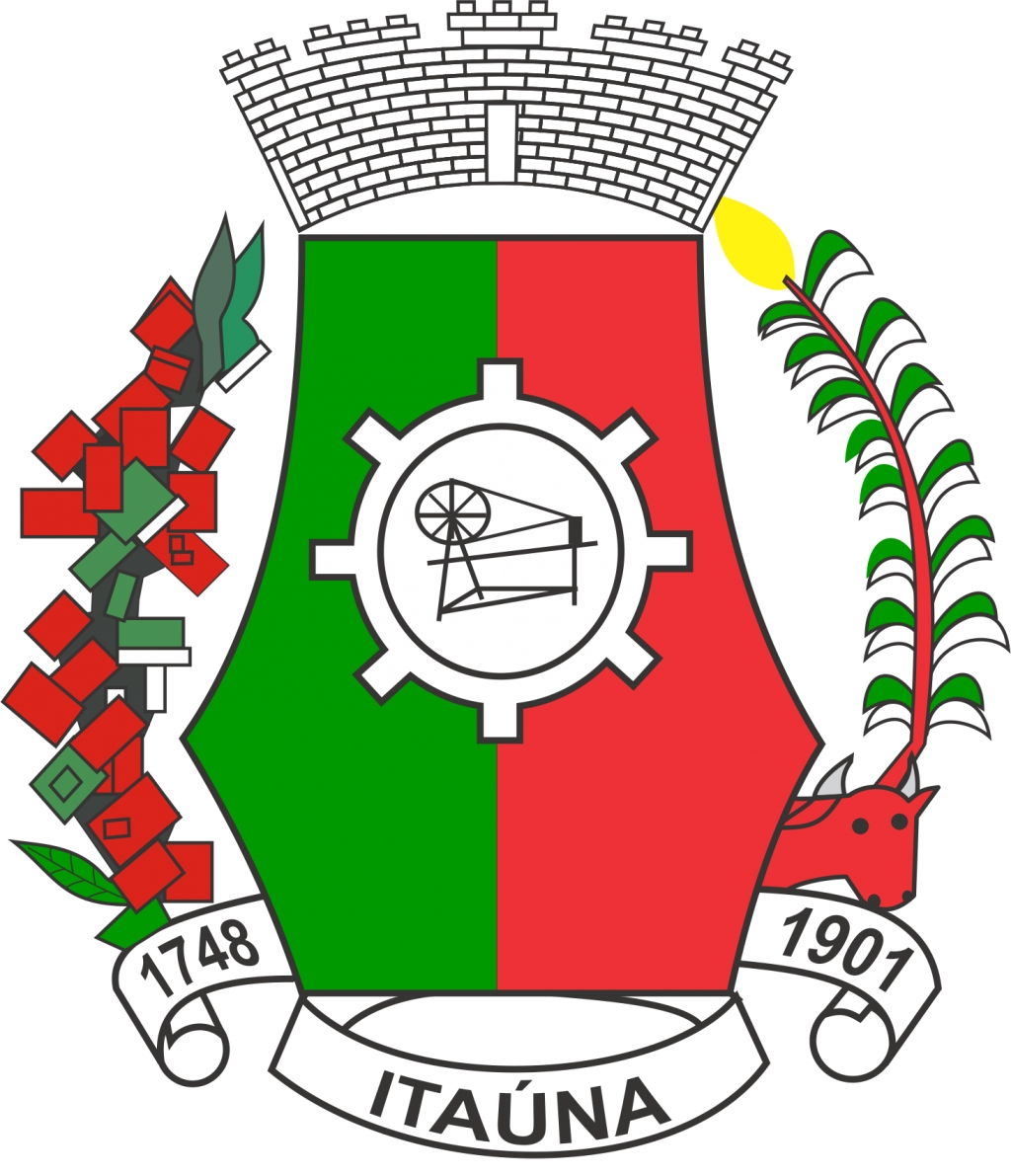
Brasão Municipal de Itaúna

"O gado e a planta: Agricultura e pecuária; Cinco torres: representa a cidade; Roda de fiar: Indústria textil (base sólida do progresso); Livro: Representa educação; Engrenagens: Indústria mecânica; Cor verde: campo; Vermelho: Minério"

### Flor

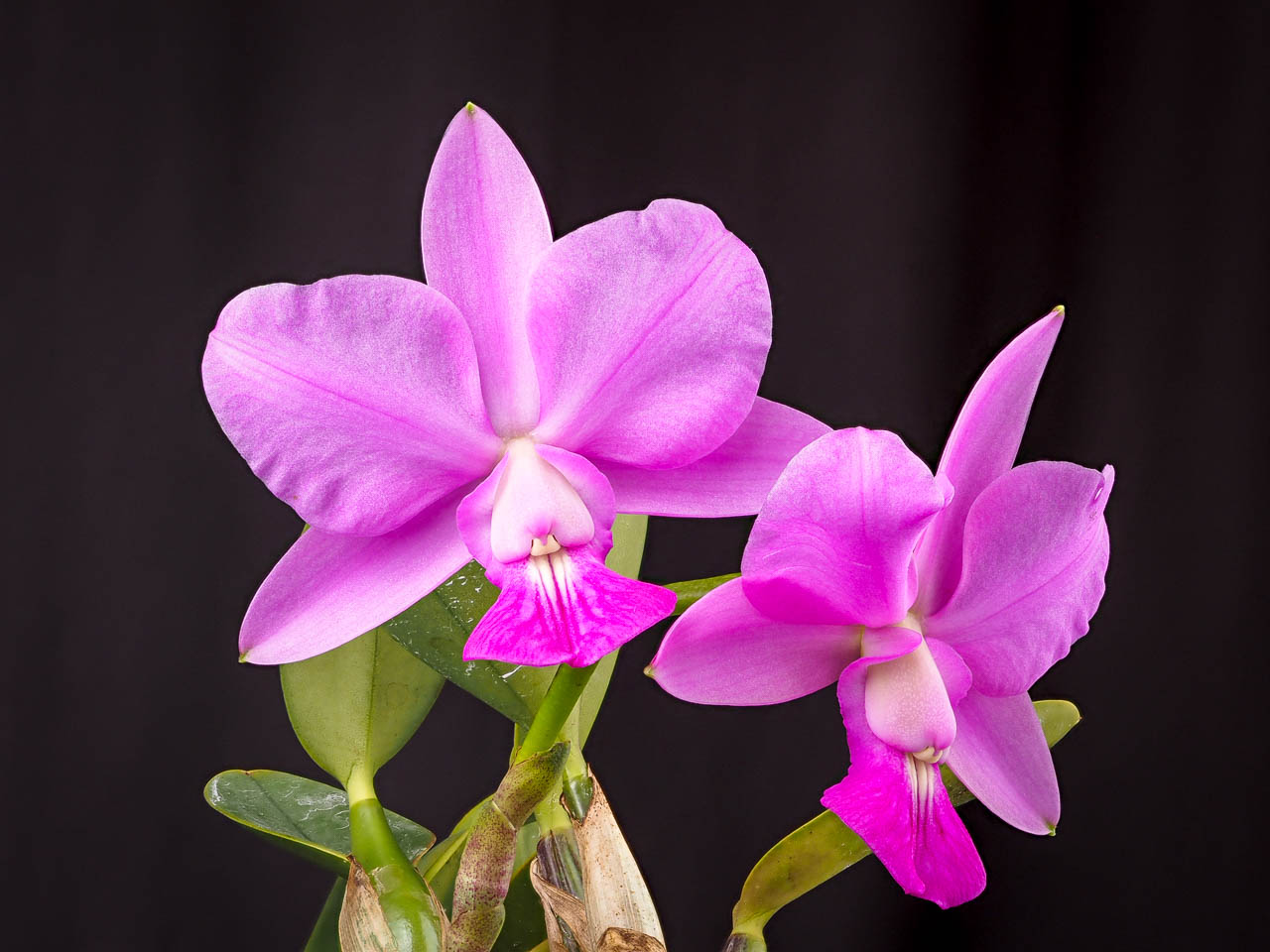
Cattleya Walkeriana, a flor que é símbolo de Itaúna.

Por decreto de 27 de junho do ano 2000, a orquídea Cattleya Walkeriana, nativa da região, foi instituída como flor-símbolo do município, sendo o dia 1º de maio comemorado o Dia Municipal da Orquídea Cattleya Walkeriana. 

## Geografia

### Localização
Itaúna tem uma população estimada de 102 500 habitantes, conforme a previsão divulgada pelo IBGE em 2024, sendo a 327ª cidade mais populosa do Brasil e a 35ª de Minas Gerais, e uma área de 495,875 quilômetros quadrados. Localiza-se na região cortada pelo paralelo 20º 04' 32" de latitude sul e pelo meridiano 44º 34' 35" de longitude oeste.
Itaúna limita-se  ao norte com Igaratinga e Pará de Minas, a leste com Mateus Leme, ao sul com Itatiaiuçu e a oeste com Carmo do Cajuru

### Relevo
O relevo do município é 40% montanhoso, 40 % ondulado e 20% plano. O ponto de altitude máxima em itaúna situa-se na Serra Azul, com 1.330 metros de altitude, no limite com o município de Itatiaiuçu. Já o ponto de altitude mínima é a Fazenda Córrego do Sítio, com 727 metros de altitude. A sede do município se situa a um altitude de 809m.

### Hidrografia

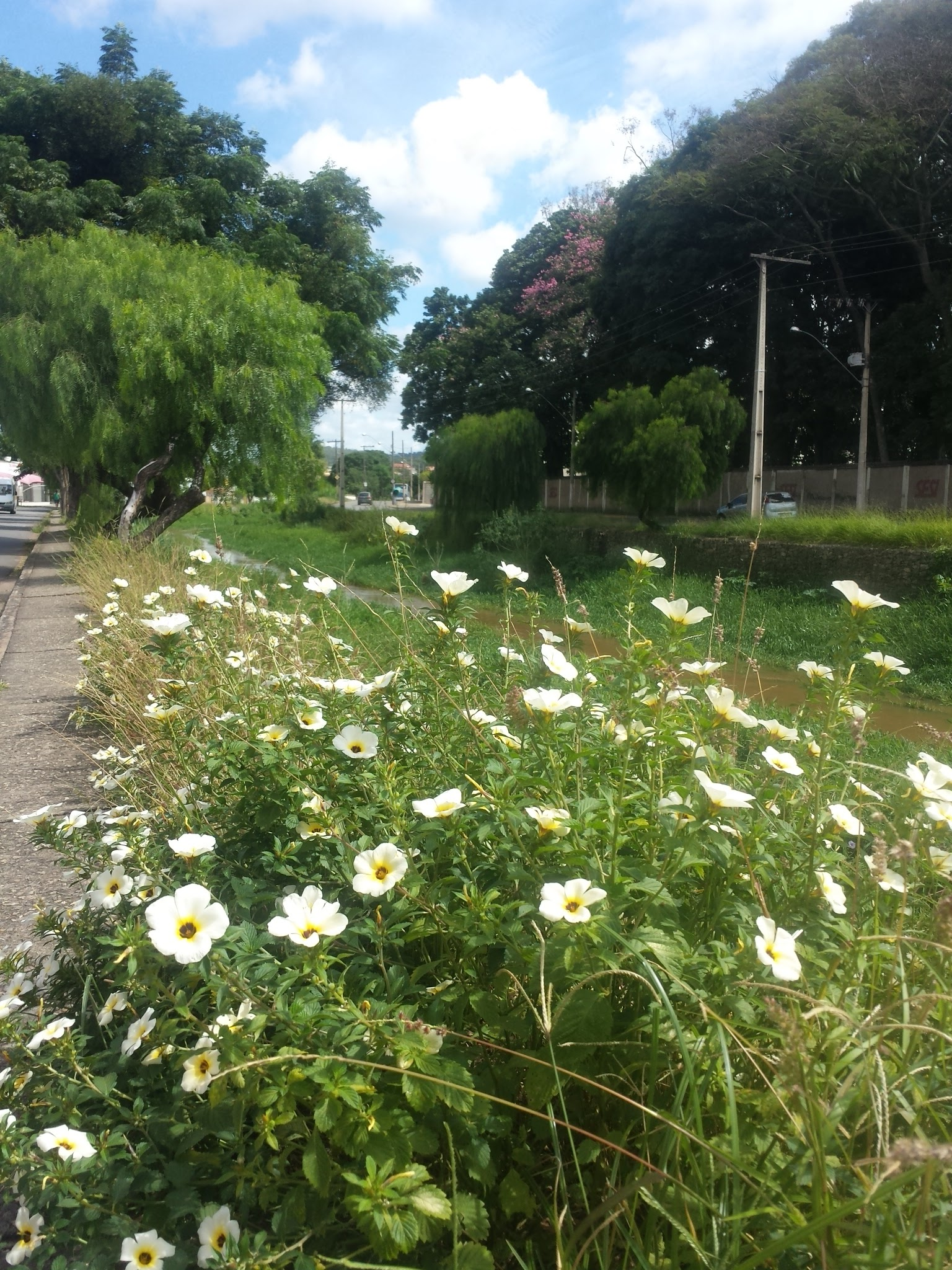
Rio São João em Itaúna

A cidade é cortada pelo Rio São João, afluente do Rio Pará, que, por sua vez, é afluente do Rio São Francisco. São afluentes do Rio São João: o Córrego do Soldado, o Ribeirão dos Capotos, o Ribeirão Calambau, o Ribeirão dos Coelhos, o Ribeirão Joanica e o Ribeirão Bagaço.
Há duas represas no território: do Benfica e dos Britos. O município faz parte das bacias hidrográficas: Bacia do Rio Pará (afluente do Rio São Francisco) e Bacia do Rio Paraopeba (afluente do Rio São Francisco).
O rio tem grande importância na cidade, e recentemente, a prefeitura de Itaúna vem realizando projetos de limpeza e conservação do rio.
A localidade rural de Freitas, próxima a Itatiaiuçu é o local da nascente do Ribeirão Serra Azul, que é conhecido na região pelo nome de Ribeirão dos Freitas. O ribeirão é represado no município de Juatuba para formação do reservatório Serra Azul. O empreendimento, denominado Sistema Serra Azul, pertence à Companhia de Saneamento de Minas Gerais (COPASA). A represa é a terceira maior do  Sistema Integrado do Paraopeba. Nesse sistema as populações da Região Metropolitana de Belo Horizonte são atendidas conjuntamente pelos sistemas de abastecimento do rio Manso, Serra Azul e Vargem das Flores.

#### Barragem do Benfica

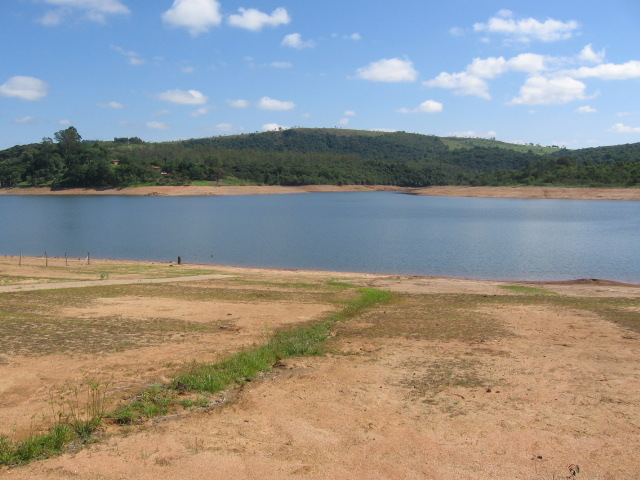
Barragem do Benfica em 2007.

Contar-se-á aqui a história da criação da Barragem do Benfica, reservatório que abastece a cidade de Itaúna. Tudo começou em 1948, quando uma enchente no Rio São João pegou a cidade de surpresa. O então prefeito, Antônio Coutinho, chegou a direcionar mensagens ao presidente Dutra pedindo por uma atenção à situação do município. Camilo Menezes, então diretor do Departamento Nacional de Obras e Saneamento, e João Valdettaro Amorim, então Ministro da Viação e Obras Públicas, chegaram à conclusão de que seria necessária a construção de um reservatório em Itaúna, a fim de conter o próprio Rio São João e aproveitar seu potencial hidrelétrico.
A Companhia Itaunense, que era responsável pelo fornecimento de energia elétrica para a cidade desde 1911, patrocinou a obra. Contudo, a Santanense também passava por dificuldades, já que usava a água do rio na indústria. Então, ficou acordado que 65% do montante seria se responsabilidade da Itaunense e 35% da Santanense, com a primeira com uma usina no pé da barragem e a segunda com metade do nível da água no cachão.
Em 1954 a usina foi inaugurada, e, desde então, serve para geração de energia, abastecimento de água a nível municipal e lazer. À margem dela estão situados o Iate Clube e a AABB, além de um novo bairro em franco crescimento. O nome "Barragem do Benfica" é uma homenagem a Benfica Alves Magalhães, fazendeiro local, em cujas terras foi construída a barragem. Benfica era popular e querido pelos habitantes de Itaúna. Segundo consta, um dia o perguntaram se ele dormia com sua vistosa barba para dentro ou para fora do cobertor. Benfica não conseguiu dormir pensando onde colocaria a barba, e, no dia seguinte, foi tirar satisfações com o curioso. 

### Clima
Pela classificação de Köppen, o clima de Itaúna é do tipo Cwa: Tropical de Altitude com verões quentes.
- Temperatura média de 21,8 °C
- Temperatura mínima anual: 13,2 °C
- Temperatura máxima anual: 32,2 °C
- Temperatura mínima absoluta: 7 °C
- Temperatura máxima absoluta: 35 °C
- Índice pluviométrico anual: 1.419 mm
- Umidade relativa do ar média: 64,15%
- Umidade relativa mínima do ar: 53,5 %
- Umidade relativa máxima do ar: 74,8%

### Bairros
O município possui atualmente cerca de 80 bairros:
Aeroporto, Aeroporto II, Alaita, Antunes, Bela Vista, Belvedere, Centenário, Centro, Cerqueira Lima, Chácara do Quitão, Cidade Nova, Cidade Nova II, Bairro das Graças, Distrito Industrial, Dona Jovenila, Eldorado, Fazenda da Chácara, Garcias, Godofredo Gonçalves, Irmãos Auler, Itaunense, Itaunense II, Jadir Marinho, João Paulo II, JK, Leonane, Lourdes, Monte Carlo,  Morada Nova I, Morada Nova II, Morro do Engenho, Morro do Sol, Murilo Gonçalves, Nogueira Machado, Nogueirinha, Nova Vila Mozart, Novo Horizonte, Olímpio Moreira I, Olímpio Moreira II, Palmeiras, Parque Jardim Santanense, Parque Jardim América, Parque Primavera, Padre Eustáquio, Piaguassu, Piedade, Pio XII, Recanto dos Peixotas, Residencial Santanense, Residencial São Geraldo, Res. Santa Edwiges, Santa Edwiges, Santa Mônica, Santa Mônica II, Santanense, Santiago, Santo Antônio, São Bento, São Geraldo, São Judas Tadeu, Três Marias, Tropical, Universitário, Vale das Aroeiras, Vale dos Pequis, Várzea da Olaria, Veredas, Veredas II, Vila Augusto Chaves, Vila Israel, Vila Mozart, Vila Nazaré, Vila Santa Maria, Vila Tavares, Vila Vilaça, Vitor Gonçalves de Souza,  Vitória, Vila Washington.

### Povoados rurais
Angu Seco, Arrudas, Barragem, Barreiro, Braúna, Brejo Alegre, Cachoeira, Cachoeira D'Água,  Cachoeirinha, Cafuringa, Calambau, Camilos, Campos, Carneiros, Coelhos, Córrego do Soldado, Deus me Livre, Empanturrados, Freitas, Fundão, Grota dos Paulistas, Jacuba, Lopes, Marques, Mato Grosso, Mamonal, Morro Grande, Paulas, Retiro dos Farias, São José de Pedras, Sumidouro, Tocas, Três Barras, Vista Alegre e Vila Maçonaria.

## Etimologia

Do tupi itá (pedra), + un (preto, negro) + o sufixo -a, formando o que na gramática do tupi é conhecido como uma composição atributiva. O -a ao final é o sufixo substantivador, e não faz parte do adjetivo un.

"Itaúna" é um topônimo de origem tupi que significa "pedra negra", através da junção dos termos itá ("pedra"), un ("negro"), e o sufixo substantivador -a..

## Infraestrutura

### Educação
Como dito anteriormente, Itaúna recebeu da UNESCO o título de Cidade Educativa Mundial. Referente à educação básica, Itaúna abriga diversas instituições: escolas privadas como o Colégio Sant'Ana, Colégio Losango, SESI Itaúna, Cenecista Educare e Escola Recanto do Espírito Santo.
Na rede pública, Itaúna também é bem guarnecida com, no nível municipal, as escolas Artur Contagem Vilaça (B. Cidade Nova), Dona Cota (B. Morada Nova), Dr. Lincoln Nogueira Machado (B. de Lourdes), Aida Moreira de Faria (B. Jadir Marinho), Pe. Waldemar Antônio P. Teixeira (B. Parque J. Santanense), Souza Moreira (B. Santanense), Augusto Gonçalves (Centro), Professora Celuta das Neves (B. Santo Antônio), Dona Dorica (B. Váreza da Olaria) e o CESU (Supletivo), que funciona no mesmo prédio da Escola Municipal Augusto Gonçalves. Já na zona rural, existem as escolas João Luis de Souza (Barragem), Eduardo Gomes (Brejo Alegre), Dolores Nogueira Penido (São José de Pedras), João Nogueira Penido (Campos), Ismael de Souza Arruda (Carneiros), José Antunes Ribeiro (Córrego do Soldado) e Modestino Francisco Rabelo (Vista Alegre).
Já no âmbito de responsabilidade estadual, existem as escolas estaduais: de Itaúna (Centro), do Bairro São Geraldo, Dona Judith Gonçalves (B. Santanense), Dr. José Gonçalves (B. Garcias), João Dornas Filho (B. Santo Antônio), José Gonçalves de Melo (Centro), Leonardo Gonçalves Nogueira (B. Jadir Marinho), Manoel da Costa Rezende (B. Várzea da Olaria), Padre Luiz Turkenburg (B. Padre Eustáquio), Professora Geralda Magela Leão de Melo (B. Aeroporto), Professora Gilka Drumond de Faria (B. de Lourdes), Santana (B. Padre Eustáquio), Victor Gonçalves de Souza (B. Padre Eustáquio) e Zezé Lima (B. Itaunense).
Falando-se em ensino técnico, há em Itaúna uma unidade do SENAI-CETEF no bairro Santo Antônio, inaugurado em 1966. Já em cursos superiores, há a Universidade de Itaúna, cujos detalhes podem ser vistos em seu artigo próprio.

### Saúde
O Hospital Manoel Gonçalves (Bairro São Judas Tadeu) é mantido por uma entidade e também possui parceria com a Prefeitura Municipal no funcionamento do Pronto-Socorro 24 horas. O hospital possui cerca de 150 leitos. O município mantém também a Policlínica Municipal Doutor Ovídio Nogueira Machado (São Geraldo) habilitada em exames especializados pelo SUS. Existem postos de saúde em diversos bairros. Na área de psicologia a Prefeitura mantém o CAPS-NAPS (Hospital Dia - Núcleo de atendimento psico-social) e o CAPS-AD (Álcool e drogas).[carece de fontes?]

### Saneamento básico
O Serviço Autônomo de Água e Esgoto é uma autarquia municipal responsável pelo abastecimento de água e coleta de esgoto no município. A água distribuída no município é captada na Barragem Velha após a Barragem do Benfica e é tratada na ETA (Estação de tratamento de água) no bairro de Lourdes, sendo distribuída pelas adutoras e armazenada em diversos reservatórios nos bairros da cidade. Nos povoados rurais a maioria conta com o sistema de captação através de poço artesiano e armazenamento.[carece de fontes?]

### Segurança pública
O município conta com os serviços de segurança pública de diversos órgãos.[carece de fontes?]

### Energia
A CEMIG (Companhia Energética de Minas Gerais) é responsável pela distribuição de energia no município. A empresa possui uma subestação localizada na Rodovia MG-431 ao lado do Campus Verde da Universidade de Itaúna, com capacidade de 65 mega watts, que atende aos municípios de Itaúna e Itatiaiuçu. A iluminação pública municipal é gerenciada pela Prefeitura Municipal.[carece de fontes?]

### Transportes

#### Rodovias
Cortam o município duas rodovias estaduais: MG-050 (Rodovia Newton Penido) e MG-431 (Rodovia Nilo Penido).[carece de fontes?]

#### Ferrovias

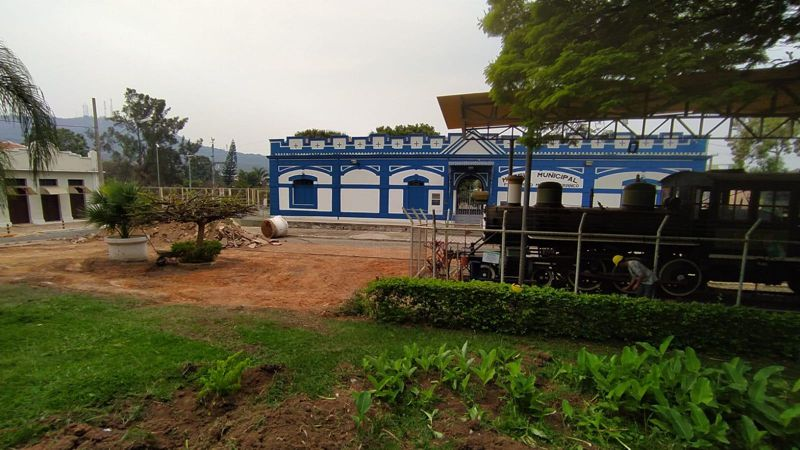
Visão da antiga Estação, hoje Museu Municipal, e da característica Maria Fumaça.

Itaúna é cortada pela Linha Garças a Belo Horizonte da antiga Estrada de Ferro Oeste de Minas, que possui três estações no município (Centro (museu), Leonane e Santanense) e o liga à cidade de Iguatama e à capital mineira, Belo Horizonte. A ferrovia se encontra atualmente concedida à Ferrovia Centro Atlântica para o transporte de cargas. 

## Cultura

### Teatro
Parte memorável da história municipal, a tradição teatral itaunense merece um capítulo à parte. As informações aqui citadas são, todas, referentes ao Registro de Bem Cultural Imaterial - História do Teatro em Itaúna, disponibilizado pela Prefeitura Municipal.
Primeira fase
Os primeiros registros de obras teatrais realizadas com atores itaunenses, em Itaúna, datam de 1877, quando, em um galpão improvisado no largo da Matriz, foram encenadas as comédias  “A Esperteza do Rato”, de Rangel de Lima e “A Beata da Mantilha”, de José João Rodrigues, autores contemporâneos à época. Durante 13 anos, não existem registros de obras sendo encenadas, mas, em 1890, começaram as movimentações para a construção de um espaço dedicado exclusivamente às artes cênicas. Foi, por mando do sr. dr. Augusto Gonçalves de Souza Moreira, mandado construir o "Theatro Sant'Anna", inaugurado em 5 de outubro do referido ano, localizado ao lado esquerdo do Largo da Matriz, apresentando a peça "Mãe", reapresentada 14 dias depois. As primeiras montagens foram feitas pela "Companhia Theatro Sanctanense", construída em 1893. Até 1938, mais de 50 peças foram apresentadas no teatro, são algumas delas: 
| Ano        | Peça | Notas e Detalhes                                                                                            |
| ---------- | --- | --- |
| 1890       | Mãe (Inauguração) | |
| 1891       | Como se faziam uns Deputados (de Cesário Alvim) | |
| 1892       | | |
| 1893       | | Fundação da Companhia Theatro Sanctanense                                                                   |
| 1894       | O Modelo Vivo O Crime | Estreia de Péricles Gomide, o Lique, que deu a maior contribuição ao teatro itaunense. Atuaria por 42 anos. |
| 1895       | | |
| 1896       | | Fundação do Club Litterario e Progessista. As peças de 1897 foram realizadas por eles.                      |
| 1897       | O Garimpeiro Dous Mineiros na Corte | |
| 1898- 1902 | | |
| 1903       | Cia A. Palhaes A Filha do Marinheiro; O Marquês, O Sacrista e a Chácara; Cynismo, Scepticismo e Crença; Os Dous Surdos; Chaos; Os Milagres da Apparecida | Peças realizadas pela Troupe Eduardo Jr.                                                                    |
| 1904       | O Modelo Vivo A Vovozinha; Pedro Malazarte; Pão Fresco; As Fadas; Amor Fraternal; À Procura de um Casamento; Edwirges; O Caipira em Itaúna; O Diabo Atrás da Porta; Mimi; Luxo e Vaidade; Baptizado e Casamento                                                                                 | |
| 1905       | | |
| 1906       | Grêmio Dramático Grupo Infantil; Nobreza d'Amor; A Lucta de Canudos | |
| 1907       | O Inglês Maquinista | |
| 1908       | Pena de Morte A Beata da Mantilha; Mamãe Não Deixa (cançoneta); O Caipira em Itaúna; Mimi (cançoneta); O Diabo atrás da Porta; Baptizado e Casamento; O Filho do Montanhês; As duas Orphans; Um Casamento Imprevisto; O Gorro do Papae; A Borboleta Negra; Um Nariz; O Matuto no Cinematógrapho | |
| 1909- 1911 | | |
| 1912       | A Visita do Presidente | Auge das operetas em Itaúna.                                                                                |
| 1913       | A Visita do Presidente | |
| 1914       | As vontades de Letícia O Avô; Revista de Itaúna; Seu Anastácio Chegou de Viagem; Itaúna em Fraldas de Camisa | |
| 1915       | | |
| 1916       | Grêmio Dramático Sílvio de Matos Manda quem Pode; Os Irmãos das Almas | |

Era evidente que o velho teatro do século XIX não suportava mais o crescente teatro de Itaúna: o palco, pequeno, limitava as peças; o espaço para a plateia, insuficiente. Então, enquanto o Grêmio Dramático Sílvio de Matos apresentava suas produções no Theatro Santana, um grupo de amadores, dentre eles Tácito Nogueira, Juca Flávio e Nelson Soares Nogueira,  resolveu construir outro espaço, o Theatro Mário Matos, com capacidade para 900 espectadores. Foi inaugurado em 1923, com a apresentação de Catulo da Paixão Cearense. O ápice desse teatro foi com a peça As Cigarras do Sertão, ícone e maior produção da história do teatro itaunense, em 1925. Contudo, logo após o término da construção e consequente consolidação do teatro, um grupo, fiel ao espaço anterior, se mostrou contrário à existência do Mário Mattos. Talvez por isso, não existam registros de peças até 1929. A partir desse ano, Lique inicia remakes de peças já apresentadas, o que durou até 1938, quando a primeira fase do teatro itaunense termina.
A fim de concluir a primeira fase, é impossível não ressaltar o pioneirismo dos Gomide e Matos, pioneiros e com fervor incontestável. Nomes como Lique, Iracy Gomide, José Gomide, Ivolino Matos, Sílvio de Mattos, Mário Matos, dentre vários outros, fazem parte da história local.
O Theatro Santana fora demolido em 1942, após ser vendido em 1926; O Theatro Mário Mattos foi transformado no Cine Rex, difundindo a sétima arte até ser demolido em 1976.
Segunda fase
"A Segunda Fase do teatro em Itaúna coincide com a explosão comunicativa da Era do Rádio. Durante 35 anos, de 1939 a 1974 foram 24 montagens, revelando vários talentos que marcaram época na cidade. Bons textos, aliados a grandes interpretações e técnica apurada tiveram grande repercussão do público, que lotava as apresentações no Cine Teatro Santana, no Cine Bagdá, no auditório do União e no auditório da Rádio Clube de Itaúna". É nossa época que, por exemplo, surge a figura de Guaracy de Castro Nogueira.
Terceira fase
A terceira fase vai de 1975 até o presente. Em 1981, foi construído o Teatro Vânia Campos, suprindo a lacuna deixada pelos dois teatros da primeira fase e do Cine Teatro, os maiores em porte. Logo depois, a Prefeitura constrói o Espaço Sílvio de Matos. Essa fase é marcada pela participação de Sérgio Mibielli, descendente dos Mattos e formado em Teatro pela UFMG. Começada a obra em 1995, terminada em 2001, foi entregue o Grande Teatro da Universidade de Itaúna. Como representantes das duas últimas fases, podemos lembrar de Jerry Adriane Magalhães e Elimar Pereira.

### Festa do Reinado
História
Como todos sabemos, a escravidão no Brasil perdurou do século XVI até o final do XIX. Se na África as pessoas eram escravizadas em caso de guerra entre as nações, no Brasil ela acontecia por puro euro e etnocentrismo, tanto que até mesmo reis africanos vieram para cá escravizados. Um deles era Galenga, rei do Congo, cuja tribo, ele incluso, foi traficada, desembarcando em Vila Rica na década de 1740. Usando de muitas artimanhas, ele desviava o ouro que minerava, a fim de comprar a alforria sua e de seu filho. Depois, abriu sua própria mina para poder conseguir dinheiro para comprar a alforria de seus compatriotas. Ele era recebeu um nome cristão, Francisco, e, na semana da festa de Nossa Senhora do Rosário, Francisco era coroado como "Chico Rei", e sua história se espalhou pela capitania. Segundo conta o professor Luiz Mascarenhas, no antigo arraial de Santana do São João Acima havia muito trânsito de escravizados, e, consequentemente, muitos quilombos, como o do Caetano Preto, entre Itaúna e Pará de Minas, e outro localizado na Serra do Elefante em Mateus Leme.
Nesse ponto, é bom lembrar das duas igrejas que Itaúna possuía, a Matriz de Santana, no alto do morro, construída em 1765, e a  Igreja do Rosário, construída num largo ao pé do Morro da Matriz, no século XIX, pelos escravizados. Quem não gostou dessa construção foram os senhores dos latifúndios, que achavam um desaforo terem de subir o morro para rezar a missa enquanto os seus "funcionários" tinham a capela perto. Em 1853, inverteram-se os padroeiros das igrejas: no alto do morro, N.S. do Rosário, no Largo, Santana.  Agora o descontentamento era da parte dos negros, que não concordavam com a troca, já que eles mesmos que construíram a igreja que foi apropriada pelos brancos. Então, toda noite iam eles inverter as imagens sacras, levando Santana de volta para o alto do morro. Esse "sobe e desce" deu origem à festa do Reinado em Itaúna, que conta com a influência dos festejos realizados para Galenga. Por muito tempo, a festa era considerada pagã e proibida. Felizmente, atualmente, ela conta com o apoio religioso, político e popular da cidade.
Características
Segundo conta João Dornas Filho: "A dança se compõe de dois “ternos” de personagens: os “congos” e os “moçambiques”.  “Terno” para eles tem a significação de grupo e não apenas de três pessoas.  Os “congos” parecem ter na festa uma situação de aristocrática ascendência, pois se compõem de pretos mais alinhados e até mesmo de mulatos e quase brancos. Vestem-se de calções de cores fortes (vermelho vivo, verde, amarelo) enfeitados de galão de prata e ouro; saiotes também de cores berrantes e muito enfeitados; capacete ornado de papel de seda repicado e espelhinhos brilhantes ao sol; meias compridas, calçados de chinelos de tapete atados aos tornozelos. Obedecem a uma organização meio militarizada, colocados em duas fileiras, um após outro, em cujo centro vai o capitão, tirando as cantigas, que são respondidas pelo resto da turma. Quando a procissão se detém por qualquer motivo, executam bailados do curioso aspecto coreográfico, principalmente o “recortado”, que se assemelha, com mais movimentado e calor, ao “changez de places” (trocar de lugar) das quadrinhas francesas. Os “moçambiques” são a plebe, a patuleia do cortejo real, e cuja organização não obedece às leis militares. Dançam embolados num só grupo e a sua dança é mais bárbara do que a dos “congos”. Pulam, agacham-se, rebolam, sacodem-se em trismos endemoniados e cantam quase sempre em dialeto. 

### Carnaval
O Entrudo era uma prática popular no Brasil colonial e imperial, em que as pessoas iam para as ruas para brincar e fazer trotes. Durante o século XIX, a prática do entrudo foi, aos poucos, sendo substituída pelo Carnaval. Mas em Santana do São João Acima, arraial interiorano, em 1880 o entrudo ainda vivia. No referido ano, uma grande confusão aconteceu em Santana. Tudo porque José Manoel de Oliveira, no espírito carnavalesco, resolveu brincar o entrudo com com a filha de Paulino Caetano Alves, jogando nela um limão de cheiro. Quem não gostou nada foi o pai, que tentou esfaquear o pretendente, e, não conseguindo sucesso, atirou nele com uma espingarda. Num julgamento que durou cinco anos, o pai foi absolvido. Com esse caso, mostra-se que o espírito carnavalesco provavelmente acompanhou Itaúna desde longínquas eras.
Devido a um surto de meningite, o carnaval ano 1975 foi cancelado em Itaúna, segundo dados de jornal da época. Segundo informações do Jornal Folha do Oeste, podemos ter uma noção de como eram as festividades de carnaval em Itaúna durante os anos 80 a partir dos blocos que desfilaram: Mamão, Demorô, Allfaces, Pomba-Rola, Xavaca, Terríveis, Brexó, Araruta, Cuecões, Unidos da Ponte e Escola de Samba Zulus.
Em 2025, estão na ativa os blocos Baballo, em Santanense, Pau de Gaiola, tradicionalmente da Lagoinha, Boca de Sanfona, no Padre Esutáquio, Banda Esplendor e Glória, Zuluzinhos, Bloco da Pracinha, no Piedade, Batuca Trem, no Itaunense, Allfaces, Deu no que Deu, Sertanejeiros e Vem que Vem. 

#### Pau de Gaiola
Em 1981, o bloco surgiu no lugar do "Farrapos" na praça da Lagoinha. O Pau de Gaiola não tem registro oficial, alvará e nem, ao menos, se sabe quem realmente fundou o grupo, por isso os detalhes históricos faltam. Mas, ali ao lado do Bar do Sandoval 24h na quinta feira que antecede à folia oficial, a regra é se divertir. O costume, inclusive, é de os foliões irem com roupas características do gênero oposto, transformando-o em não só um bloco com abadás comuns. As ruas ao entorno da Lagoinha ficaram pequenas ao ponto de, em 2024, o bloco ter sido transferido para o Boulevard Lago Sul, juntamente de toda a estrutura da festa. Já em 2025, com a volta do Carnaval itaunense às "raizes", ou seja, os blocos-padrão para a Prainha, o Pau de Gaiola voltou a se concentrar no local tradicional.

## Personalidades

### Sobre alguns nomes importantes na História do município[10]
Todas as informações abaixo escritas são retiradas de História de Itaúna, de Miguel Augusto Gonçalves de Souza e de notícias da época
Doutor Augusto Gonçalves de Souza Moreira – Consulte a página a ele dedicada.
João de Cerqueira Lima – Nasceu em Castanheiro de Pera, Portugal, em 21/04/1871. Em 1881, se mudou com a família para Bonfim, Minas Gerais. No ano seguinte, com 11 anos, ele deixou Bonfim para trabalhar como caixeiro na firma de Manoel José de Souza Moreira, em Santana de São João Acima. Trabalhava como comerciante e dirigiu a Companhia de Tecidos Santanense. Faleceu em 11/09/1942, no Rio de Janeiro.
Antônio Pereira de Matos – Nasceu em Santana do São João Acima em 30/03/1858. Foi diretor da Companhia de Tecidos Santanense e acionista da Itaunense. Em sua administração municipal, alcançou a luz elétrica, telefonia e calçou várias ruas do centro da cidade. Veio a falecer em 27/02/1927.
Senócrit Nogueira – Nasceu em 14/04/1870. Foi delegado de polícia em Itaúna de 1906 a 1918. Em 1921 se mudou para Belo Horizonte, onde passou a trabalhar como servidor público e se aposentou em 1936. Faleceu em 1951 e foi sepultado em Itaúna, sua terra natal.
Jove Soares Nogueira – Nascido em 08/07/1868, na fazenda Três Barras, no arraial de Santana. Foi verador por dois mandatos, empresário e diretor-secretário da Companhia Itaunense, cargo que exerceu até sua morte, em 17 de novembro de 1953.
Mardocheu Gonçalves de Souza – Nasceu em 30/11/1871 em Santana de São João Acima. Foi vereador durante as cinco administrações de Augusto Gonçalves de Souza, acumulando também o cargo prático de vice-prefeito, já que, com a morte de Augusto, ele quem assumiu o executivo. Também foi acionista da Itaunense. Falecido aos 04/04/1941.
Francisco de Araújo Santiago – Nasceu na cidade de Serro, em 1875, mudando-se para Santana de São João Acima posteriormente. Trabalhou no cartório de 1904 a 1930. Além disso, foi professor primário e secundário na Escola Normal. Faleceu em 24 de maio de 1946.
Francisco Manoel Franco – Nasceu em Sabará em 06/01/1857. 21 anos depois, mudou-se para a atual Itaúna. Foi secretário do Clube Republicano 21 de Abril. Trabalhava como coletor federal. Morreu em 27/11/1941.
Acácio Baeta Coelho – Nasceu em 13/11/1873 no arraial de Santana. Era empresário do ramo da tecelagem. Falecido com 55 anos.
Manoel Gonçalves de Souza Moreira – Nasceu em Santana de São João Acima em 19 de dezembro de 1851. Fundador da Companhia de Tecidos Santanense, juntamente com Manoel José de Souza Moreira, Augusto Gonçalves de Souza Moreira e Antônio Pereira de Matos. Fundou, em sua cidade natal, uma Casa de Caridade. Faleceu em 20 de junho de 1920.
Marcelino Corradi – Nasceu em 21 de fevereiro de 1857 em Verona, Itália. Em 1881, imigrou para o Brasil, fixando-se em Carandaí. Trabalhava com o setor siderúrgico. Em 1925, seu filho, Marcelino Corradi Júnior, inaugurou a primeira fundição de Itaúna, batizada de Irmãos Corradi. Em 11 de setembro de 1929, Marcelino Corradi Pai faleceu, sendo sepultado em Itaúna.
Dario Gonçalves de Souza – Nasceu em 15/11/1893 em Santana do S. J. Acima. Foi aluno da primeira turma de medicina na Faculdade de Belo Horizonte. Foi eleito vereador e prefeito da cidade. Falece em 29 de setembro de 1971.
José Gonçalves de Souza – Nascido no arraial em 09/09/1862. Diplomado em Ciências Jurídicas e Sociais pela Faculdade de Direito de São Paulo, sendo o primeiro nascido em Santana a completar o ensino superior. Fixou-se em Pitangui, sendo até eleito prefeito local. Foi também senador estadual de 1903 a 1906 e deputado federal de 1924 a 1926. Faleceu em 06/06/1937, sepultado em Belo Horizonte.
Mário Gonçalves de Matos -  Nasceu em Santana de São João Acima em 23/09/1891, filho de Antônio Pereira de Matos. Cursou direito no Rio de Janeiro, mas também trabalhou como redator do jornal Gazeta de Notícias, da então capital federal. Formou-se advogado e fixou-se definitivamente em Itaúna em 1920. Também ficou conhecido como escritor de contos e de peças teatrais, como Cigarras do Sertão, de 1925, uma das mais importantes do teatro municipal. Faleceu e foi sepultado em 28/12/1966.
Dorinato de Oliveira Lima – Nasceu em 02/07/1886 em Entre Rios de Minas. Diplomou-se em medicina no Rio de Janeiro em 1914 e, dois anos depois, instalou seu consultório em Itaúna, trabalhando também como cirurgião. Mudou-se para Belo Horizonte em 1930, e, nas Eleições de 1934, foi eleito para a Assembleia Constituinte Estadual. Faleceu em 13 de fevereiro de 1947.
Lincoln Nogueira Machado – Nascido em Santana em 15 de junho de 1893. Também foi aluno-fundador da Faculdade de Medicina de Belo Horizonte em 1917. Lecionou na Escola Normal, também sendo prefeito municipal. Morreu em 6 de abril de 1968.
Alcides Gonçalves de Souza – Nasceu em 25/04/1888 em Santana do São João Acima. Formou-se em direito em 1910 em Belo Horizonte, fixando-se em Pitangui. Foi deputado estadual e secretário da Agricultura durantes as décadas de 1930 e 1940. Foi diretor da Companhia Santanense. Faleceu em 13 de março de 1957.
Osmário Soares Nogueira – Nascido aos cinco dias de julho de 1908. Diplomado engenheiro civil em 1934, pela faculdade de Ouro Preto. Trabalhou no urbanismo da cidade de Itaúna, bem como projetou a construção da barragem do Benfica.
Manoel Dias Corrêa – Nasceu em 18/03/1887, em Moreira de Cônegos, Portugal. Com 13 anos, emigrou para o Rio de Janeiro, e, dois anos depois, veio para Itaúna. Trabalhava com atividades mercantis. Falecido em 18/01/1943.
Oscar Dias Corrêa – Consulte a página a ele dedicada.
José de Cerqueira Lima “Zezé Lima” – Nascido na futura Itaúna em 01/08/1898. Foi empresário do ramo têxtil e vereador municipal por três oportunidades. Faleceu em 29 de dezembro de 1964.
Antônio Augusto de Lima Coutinho – Nasceu em Ouro Preto, aos 12 dias de abril de 1898. Formado em medicina no RJ em 1922, e, no ano seguinte, mudou-se para Itaúna. Também foi professor de francês e psicologia educacional na Escola Normal. Faleceu em 10 de junho de 1942, feriado de Corpus Christi.
Vitor Gonçalves de Souza – Nasceu em Itaúna em 06/03/1902. Diplomado pela Escola de Comércio de Belo Horizonte. Foi diretor da Tecidos Santanense desde março de 1941 até 16 de setembro de 1975, data de sua morte. Fora prefeito municipal.
João Dornas Filho – Nasceu em Itaúna, em 07 de agosto de 1902. Começou, ainda criança, a trabalhar como tipógrafo na Rede Mineira de Viação. A partir de 1930, começou a dedicar-se à escrita, escrevendo obras como “Itaúna”, que conta a história municipal. Faleceu na capital estadual em 11 de dezembro de 1962.
Miguel Augusto Gonçalves de Souza – Nasceu em Itaúna aos 07 de agosto de 1926. Trabalhou como escritor e historiador, também ocupando cargos no governo durante a Ditadura Militar. Foi presidente da Academia Mineira de Letras. Falecido em 26 de outubro de 2010. 

## Política

### Poder Executivo

#### Lista de Prefeitos e Vice-Prefeitos de Itaúna
Segundo informações retiradas de "Capítulos da História Itaunense", de Miguel Augusto Gonçalves de Souza, Itaúna teve até 2001 um total de 19 prefeitos, em 27 mandatos; são eles: (Prefeitos cuja sigla não é denotada, infere-se que o dado não foi encontrado).
| Nº | Nome                              | Imagem                           | Partido                                                          | Vice-prefeito                                                                                    | Início do mandato                    | Fim do mandato                                                                                  | Observações |
| 1  | Augusto Gonçalves de Souza        |                                  | Partido Republicano Mineiro PRM                                  | Pe. Antônio Maximiano de Campos (até 28/02/02) Mardocheu Gonçalves de Souza (01/03/02 em diante) | 02 de janeiro de 1902                | 31 de dezembro de 1904                                                                          | Primeiro Prefeito                                                                                                  |
| 2  | Augusto Gonçalves de Souza        | Mardocheu Gonçalves de Souza     | Partido Republicano Mineiro PRM                                  | 01 de janeiro de 1905                                                                            | 31 de dezembro de 1907               | Prefeito Reeleito                                                                               | |
| 3  | Augusto Gonçalves de Souza        | Mardocheu Gonçalves de Souza     | Partido Republicano Mineiro PRM                                  | 01 de janeiro de 1908                                                                            | 31 de maio de 1912                   | Prefeito Reeleito                                                                               | |
| 4  | Antônio Pereira de Matos          |                                  | -                                                                | Josias Nogueira Machado                                                                          | 01 de junho de 1912                  | 31 de dezembro de 1915                                                                          | - |
| 5  | Augusto Gonçalves de Souza        |                                  | Partido Republicano Mineiro PRM[2]                               | Mardocheu Gonçalves de Souza                                                                     | 01 de janeiro de 1916                | 31 de dezembro de 1918                                                                          | |
| 6  | Augusto Gonçalves de Souza        | 01 de janeiro de 1919            | Partido Republicano Mineiro PRM[2]                               | Mardocheu Gonçalves de Souza                                                                     | 20 de outubro de 1921                | Afastado por questões médicas                                                                   | |
| 7  | Mardocheu Gonçalves de Souza      |                                  | -                                                                | Cargo Vago                                                                                       | 20 de outubro de 1921                | 31 de dezembro de 1922                                                                          | Assumiu devido ao afastamento do titular                                                                           |
| 8  | Dario Gonçalves de Souza          |                                  | -                                                                | Mário Gonçalves de Matos                                                                         | 01 de janeiro de 1923                | 17 de maio de 1927                                                                              | |
| 9  | Arthur Contagem Vilaça            |                                  | -                                                                | Mário Gonçalves de Matos                                                                         | 18 de maio de 1927                   | 30 de janeiro de 1936                                                                           | Mandato de prefeito eleito e nomeado.                                                                              |
| 10 | Lincoln Nogueira Machado          |                                  | -                                                                | Cargo Vago                                                                                       | 30 de janeiro de 1936                | 02 de janeiro de 1947                                                                           | Eleito, mas posteriormente nomeado pelo então governador de Minas Gerais Benedito Valadares.                       |
| 11 | Tomaz Moreira de Andrade          |                                  | Partido Social Democrático PSD                                   | Cargo Vago                                                                                       | 03 de janeiro de 1947                | 19 de abril de 1947                                                                             | Mandato por Nomeação                                                                                               |
| 12 | Geraldo Alves Parreiras           |                                  | União Democrática Nacional UDN                                   | Cargo Vago                                                                                       | 20 de abril de 1947                  | 14 de dezembro de 1947                                                                          | Mandato por Nomeação                                                                                               |
| 13 | Antônio Augusto de Lima Coutinho  |                                  | Partido de Representação Popular PRP                             | Tomaz Moreira de Andrade                                                                         | 15 de dezembro de 1947               | 31 de janeiro de 1951                                                                           | Eleito com 3490 votos, ante 2223 de Cândido Perillo, UDN, segundo colocado.                                        |
| 14 | Victor Gonçalves de Souza         |                                  | Partido Social Democrático PSD                                   | Joaquim Soares Nogueira                                                                          | 01 de fevereiro de 1951              | 31 de janeiro de 1955                                                                           | Eleito com 2537 votos, ante 1387 de Joaquim Nogueira Penedo, UDN, segundo colocado.                                |
| 15 | Milton de Oliveira Penido         |                                  | Partido Social Democrático PSD                                   | Dirceu Alves de Souza                                                                            | 01 de fevereiro de 1955              | 31 de janeiro de 1959                                                                           | Eleito com 1938 votos, ante 1927 de José Francisco “Biscoitão” de Freitas, PTB, segundo colocado.                  |
| 16 | Célio Soares de Oliveira          |                                  | Partido Social Democrático PSD                                   | Hely Gonçalves de Souza                                                                          | 01 de fevereiro de 1959              | 31 de janeiro de 1963                                                                           | Eleito com 4394 votos, ante 3764 de José Francisco “Biscoitão” de Freitas, PTB, segundo colocado                   |
| 17 | Milton de Oliveira Penido         |                                  | Partido Social Democrático PSD                                   | Jadir Marinho de Faria                                                                           | 01 de fevereiro de 1963              | 31 de fevereiro de 1967                                                                         | Eleito com 4186 votos, ante 3802 de Marcelo Dornas de Lima, UDN, segundo colocado.                                 |
| 18 | Antônio Dornas de Lima            |                                  | Aliança Renovadora Nacional ARENA                                | Willian Leão                                                                                     | 01 de fevereiro de 1967              | 30 de novembro de 1970                                                                          | Eleito com 5774 votos, ante 1523 de Sérgio Elias Rocha, MDB, segundo colocado.                                     |
| 19 | William Leão                      |                                  | Aliança Renovadora Nacional ARENA                                | Cargo Vago                                                                                       | 01 de dezembro de 1970               | 31 de janeiro de 1971                                                                           | Assumiu após a renúncia do titular ao cargo.                                                                       |
| 20 | Jadir Marinho de Faria            |                                  | Aliança Renovadora Nacional ARENA                                | Antônio Peres Guerra                                                                             | 01 de fevereiro de 1971              | 31 de janeiro de 1973                                                                           | Eleito com 6337 votos, ante 4058 de Walter Marques da Silva, também da ARENA, segundo colocado.                    |
| 21 | Hidelbrando Canabrava Rodrigues   |                                  | Aliança Renovadora Nacional ARENA                                | Adolfo Mendes Filho                                                                              | 01 de fevereiro de 1973              | 31 de janeiro de 1977                                                                           | Eleito com 9101 votos, ante 3640 de Manoel Gonçalves de Souza, também da ARENA, segundo colocado.                  |
| 22 | Célio Soares de Oliveira          |                                  | Aliança Renovadora Nacional ARENA                                | Marcos de Oliveira Guimarães                                                                     | 01 de fevereiro de 1977              | 31 de janeiro de 1983                                                                           | Eleito com 10730 votos, ante 7533 de Nelson Ferreira da Silva, também da ARENA, segundo colocado.                  |
| 23 | Francisco Ramalho da Silva Filho  |                                  | Partido da Mobilização Democrática Nacional PMDB                 | José dos Santos Pereira                                                                          | 01 de fevereiro de 1983              | 31 de dezembro de 1988                                                                          | Eleito com 7601 votos, ante 4380 de Marcos Elias, também do PMDB, segundo colocado.                                |
| 24 | Osmando Pereira da Silva          |                                  | Partido da Social-Democracia Brasileira PSDB                     | Marcos Elias                                                                                     | 01 de janeiro de 1989                | 31 de dezembro de 1992                                                                          | Não foram encontradas informações a respeito dos resultados no quesito do número de votos e dos outros candidatos. |
| 25 | Hidelbrando Canabrava Rodrigues   |                                  | Não foi encontrado o partido de Hidelbrando durante este pleito. | Guaracy de Castro Nogueira                                                                       | 01 de janeiro de 1993                | 31 de dezembro de 1996                                                                          | Não foram encontradas informações a respeito dos resultados no quesito do número de votos e dos outros candidatos. |
| 26 | Osmando Pereira da Silva          |                                  | Partido da Social-Democracia Brasileira PSDB                     | Antônio Nogueira Gontijo                                                                         | 01 de janeiro de 1997                | 31 de dezembro de 2000                                                                          | Não foram encontradas informações a respeito dos resultados no quesito do número de votos e dos outros candidatos. |
| 27 | Osmando Pereira da Silva          | Luiz Guimarães                   | Partido da Social-Democracia Brasileira PSDB                     | 01 de janeiro de 2001                                                                            | 31 de dezembro de 2004               | Eleito com 15776 votos, ante 15556 de Élvio Marques da Silva, PT, segundo colocado.             | |
| 28 | Eugênio Pinto                     |                                  | Partido dos Trabalhadores PT                                     | Cláucio Corradi                                                                                  | 01 de janeiro de 2005                | 31 de dezembro de 2009                                                                          | Eleito com 27023 votos, ante 20609 de Élvio Marques da Silva, PL, segundo colocado.                                |
| 29 | Eugênio Pinto                     | Sem Partido                      | Pedro Paulo Pinto                                                | 01 de janeiro de 2010                                                                            | 28 de outubro de 2012                | Reeleito com 19406 votos, ante 18830 de Osmando Pereira da Silva, PSDB, segundo colocado.       | |
| 30 | Pedro Paulo Pinto                 |                                  | Partido Renovador Trabalhista Brasileiro PRTB                    | Cargo Vago                                                                                       | 28 de outubro de 2012                | 31 de dezembro de 2012                                                                          | Assumiu devido ao afastamento do titular.                                                                          |
| 31 | Osmando Pereira da Silva          |                                  | Partido da Social-Democracia Brasileira PSDB                     | Antônio “Toinzinho” de Miranda Silva                                                             | 01 de janeiro de 2013                | 31 de dezembro de 2017                                                                          | Eleito com 28560 votos, ante 21103 de Neider Moreira de Faria, PSD, segundo colocado.                              |
| 32 | Neider Moreira de Faria           |                                  | Partido Social Democrático PSD                                   | Fernando Antônio Carvalho Franco                                                                 | 01 de janeiro de 2017                | 31 de dezembro de 2020                                                                          | Eleito com 34606 votos, ante 14119 de Osmando Pereira da Silva, PSDB, segundo colocado.                            |
| 33 | Neider Moreira de Faria           | Gláucia Maria Santiago Rodrigues | Partido Social Democrático PSD                                   | 01 de janeiro de 2021                                                                            | 31 de dezembro de 2024               | Reeleito com 19375 votos, ante 12447 de Márcio “Hakuna” Gonçalves Pinto, PSL, segundo colocado. | |
| 34 | Gustavo Marques de Carvalho Mitre |                                  | Republicanos REP                                                 | Hidelbrando Canabrava Rodrigues Neto                                                             | 01 de janeiro de 2025 – em atividade | Em atividade                                                                                    | Eleito com 38581 votos, ante 8211 de Maurício Gonçalves Nazaré, PSD, segundo colocado.                             |

### Poder Legislativo
Historicamente, segundo o historiador itaunense Miguel Augusto Gonçalves de Souza, "A plena organização do município se prosseguiu, com intensidade, ao longo dos anos de 1903 e 1904." A instalação do Termo Judiciário, que hoje conhecemos como Câmara Municipal, se deu às doze horas do dia vinte e um de abril e mil novecentos e quatro. Segue a lista de presidentes da Câmara Municipal de Itaúna, baseada em informações retiradas do portal da Câmara Municipal de Itaúna; percebe-se que, no começo, o próprio chefe do executivo também comandava o legislativo.
| #  | Presidente                     | Período                 | #  | Presidente                | Período                 |
| -- | ------------------------------ | ----------------------- | -- | ------------------------- | ----------------------- |
| 1  | Augusto Gonçalves de Souza     | 01/01/1905 - 31/12/1908 | 25 | Dr. Marcos Elias          | 01/01/1981 -31/12/1981  |
| 2  | Antônio Pereira de Matos       | 01/01/1912 -31/12/1912  | 26 | Newton Penido             | 01/01/1982 -31/12/1981  |
| 3  | Mardoqueu Gonçalves de Souza   | 01/01/1921 - 31/12/1921 | 27 | Dr. José Simonini Filho   | 01/01/1983 -31/12/1984  |
| 4  | Dr. Dario Gonçalves de Souza   | 01/01/1923 - 31/12/1923 | 28 | José Luiz Guimarães Filho | 01/01/1986 -01/01/1986  |
| 5  | Cel. Arthur Contagem Vilaça    | 01/01/1927 - 31/12/1927 | 29 | Antônio Augusto Fonseca   | 01/01/1987 -01/01/1988  |
| 6  | Alfredo Alves de Souza         | 01/01/1947 - 31/12/1947 | 30 | Walter Corradi            | 01/01/1989 -31/12/1990  |
| 7  | Dr. Ademar Gonçalves de Souza  | 01/01/1949 - 31/12/1950 | 31 | Luciano Penido            | 01/01/1991 -31/12/1992  |
| 8  | Dr. Lincoln Nogueira Machado   | 01/01/1951 - 31/12/1953 | 32 | Elisabeth C. Magalhães    | 01/01/1993 -31/12/1994  |
| 9  | Raimundo Benedito de Faria     | 01/01/1954 - 31/12/1954 | 33 | Pedro Paulo Pinto         | 01/01/1995 - 31/12/1995 |
| 10 | William Leão                   | 01/01/1955 - 31/12/1955 | 34 | Lindair Vicente Resende   | 01/01/1996 -31/12/1996  |
| 11 | Dr. Célio Soares de Oliveira   | 01/01/1956 - 31/12/1956 | 35 | Dr. Arthur Marques        | 01/01/1997 -31/12/1998  |
| 12 | Thales Santos                  | 01/01/1956 - 31/12/1956 | 36 | Fábio Joaquim Gonçalves   | 01/01/1999 - 31/12/2000 |
| 13 | Walter Marques da Silva        | 01/01/1957 - 31/12/1960 | 37 | Silmar Moreira            | 01/01/2001 -31/12/2002  |
| 14 | Agemiro Ferreira da Silva      | 01/01/1961 - 01/01/1961 | 38 | Delmo Gonç. Barbosa       | 01/01/2003 -31/12/2004  |
| 15 | Vicente Nogueira Penido        | 01/01/1962 - 31/12/1962 | 39 | Orlando E. Rodrigues      | 01/01/2005 -31/12/2006  |
| 16 | Mauro Soares Nogueira          | 01/01/1964 - 31/12/1966 | 40 | Antônio Miranda Silva     | 01/01/2007 -31/12/2010  |
| 17 | Dr. Guaracy de Castro Nogueira | 01/01/1967 - 31/12/1969 | 41 | Édio Gonçalves Pinto      | 01/01/2011 -31/12/2012  |
| 18 | Manoel Gonçalves de Sousa      | 01/01/1970 - 31/12/1970 | 42 | Alex Artur da Silva       | 01/01/2013 -31/12/2014  |
| 19 | Luiz de Oliveira Guimarães     | 01/01/1971 - 31/12/1972 | 43 | Francis José S. Franco    | 01/01/2015 -31/12/2016  |
| 20 | Jaime Nogueira Rodrigues       | 01/01/1973 - 31/12/1976 | 44 | Márcio Gonçalves Pinto    | 01/01/2017 -31/12/2018  |
| 21 | José Coelho Neto               | 01/01/1975 - 31/12/1975 | 45 | Alexandre M.M.D.Campos    | 01/01/2019 -31/12/2022  |
| 22 | João Viana da Fonseca          | 01/01/1977 - 31/12/1977 | 46 | Nesvalcir G.S. Júnior     | 01/01/2023 - 31/12/2024 |
| 23 | Joaquim Antônio Diniz          | 01/01/1978 - 31/12/1978 | 47 | Antônio de M. Silva       | 01/01/2025 -            |
| 24 | Augusto Barreto Carneiro       | 01/01/1979 -31/12/1979  |    |                           |                         |

Ainda segundo informações do mesmo autor, na referida obra, tem-se a histórica primeira legislatura da história do município de Itaúna, na época, ainda vila. São eles:
- "Augusto Gonçalves de Souza
- Flávio José de Faria Santos
- Luiz Augusto da Silva
- Luiz Ribeiro de Oliveira [Representante de Conquista, hoje, Itaguara]
- Vigário Euzébio Nogueira Penido [Representante de Itatiaiuçu]
- Antônio Faria [Representante de Cajuru]
- Jove Soares Nogueira
- Mardoqueu Gonçalves de Sousa, Secretário
- Rogério Cândido de Andrade [substituto de Pe. Antônio Maximiano de Campos]"

Além deles, assinaram a ata de abertura Domingos da Rocha Viana, 1º Juiz Municipal do Termo, Aureliano Lopes Cançado, partidor, contador e distribuidor e Orosimbo Santiago, 2º Escrivão do Judicial e Notas.

### Configuração da Câmara Municipal
Estes são os vereadores eleitos em 6 de outubro de 2024 para o período de 01 de janeiro de 2025 a 31 de dezembro de 2028, na 33ª Legislatura.
| #  | Nome                                                 | Partido                                        | Votos |
| -- | ---------------------------------------------------- | ---------------------------------------------- | ----- |
| 01 | Antônio de Miranda Silva, “Toinzinho do Sô João”     | União Brasil (UNIAO)                           | 1848  |
| 02 | Ana Carolina Silva Faria                             | Partido Renovação Democrática (PRD)            | 1398  |
| 03 | Antônio José de Faria Júnior, “Da Lua”               | Partido da Social-Democracia Brasileira (PSDB) | 1292  |
| 04 | Guilherme Campos da Rocha                            | Partido Novo (NOVO)                            | 1285  |
| 05 | Guilherme Augusto Alves Honório Guimarães            | MOBILIZA                                       | 1222  |
| 06 | Márcia Cristina Silva Santos                         | Partido Progressista (PP)                      | 1021  |
| 07 | Wenderson “da Usina” Arlei da Silva                  | Partido Novo (NOVO)                            | 1018  |
| 08 | Dalmo “Dalminho” de Oliveira Assis                   | Partido Renovação Democrática (PRD)            | 945   |
| 09 | José Humberto Santiago Rodrigues, “Beto do Bandinho” | Partido Liberal (PL)                           | 861   |
| 10 | Aristides “Tidinho” Ribeiro de Carvalho Filho        | MOBILIZA                                       | 860   |
| 11 | Gustavo Dornas Barbosa                               | Republicanos                                   | 837   |
| 12 | Rosse Andrade Silva                                  | Partido Liberal (PL)                           | 745   |
| 13 | Alexandre Martoni Magno Debique Campos               | Movimento Democrático Brasileiro (MDB)         | 703   |
| 14 | Leonardo Alves dos Santos, “Léo da Rádio”            | Podemos (PODE)                                 | 694   |
| 15 | Lacimar “O Três” Cezario da Silva                    | Partido Social Democrático (PSD)               | 664   |
| 16 | Giordane Alberto Carvalho                            | Republicanos                                   | 628   |
| 17 | Israel Antônio Lúcio Neto                            | União Brasil (UNIAO)                           | 621   |

Estes são os vereadores da 32ª legislatura, que atuaram de 2021 a 2024:
| #  | Nome                                           | Partido                               | Votos |
| -- | ---------------------------------------------- | ------------------------------------- | ----- |
| 01 | Antônio José de Faria Júnior, “Da Lua”         | Partido Liberal (PL)                  | 1709  |
| 02 | Antônio “Toinzinho” de Miranda Silva           | Partido Social Cristão (PSC)          | 1528  |
| 03 | Joselito “Zelito” Gonçalves Morais             | Partido Democrático Trabalhista (PDT) | 1084  |
| 04 | Edênia Ribeiro Alcântara                       | Partido Democrático Trabalhista (PDT) | 843   |
| 05 | Gustavo Dornas Barbosa                         | Patriota                              | 729   |
| 06 | Silvano “do Córrego do Soldado” Gomes Pinheiro | Partido Democrático Trabalhista (PDT) | 726   |
| 07 | Kaio Augusto Honório Alves Guimarães           | Partido Social Cristão (PSC)          | 651   |
| 08 | Gleison “Gleisinho” Fernandes de Faria         | Partido Social Democrático (PSD)      | 640   |
| 09 | Márcia Cristina Silva Santos                   | Patriota                              | 634   |
| 10 | Lucimar “Lucinho de Santanense” Nunes Nogueira | Partido Social Democrático (PSD)      | 610   |
| 11 | Alexandre Magno Martoni Debique Campos         | Democratas (DEM)                      | 578   |
| 12 | Lacimar “O Três” Cezario da Silva              | Partido Social Democrático (PSD)      | 572   |
| 13 | Aristides “Tidinho” Ribeiro Carvalho Filho     | Partido Social Cristão (PSC)          | 552   |
| 14 | Fares José Neto                                | Partido Verde (PV)                    | 490   |
| 15 | Ana Carolina Silva Faria                       | Avante                                | 441   |
| 16 | Ener Batista Moraes Moreira                    | Partido Social Liberal (PSL)          | 305   |
| 17 | Leonardo “Léo da Rádio” Alves dos Santos       | Podemos (PODE)                        | 293   |

Estes são os vereadores da 31ª legislatura, que atuaram de 2017 a 2020:
| #  | Nome                                           | Partido                                            | Votos |
| -- | ---------------------------------------------- | -------------------------------------------------- | ----- |
| 01 | Antônio José de Faria Júnior, “Da Lua”         | Partido da Social-Democracia Brasileira (PSDB)     | 2188  |
| 02 | Antônio “Toinzinho” de Miranda Silva           | Partido Humanista da Solidariedade (PHS)           | 1471  |
| 03 | Márcio “Marcinho Hakuna” Gonçalves Pinto       | Partido Social Democrático (PSD)                   | 1179  |
| 04 | Joel Márcio Arruda                             | Partido Social Democrático (PSD)                   | 997   |
| 05 | Lacimar “O Três” Cezario da Silva              | Partido Social Liberal (PSL)                       | 971   |
| 06 | Alex Artur “Lequinho” da Silva                 | Partido da Social-Democracia Brasileira (PSDB)     | 958   |
| 07 | Gláucia Maria Santiago Rodrigues               | Partido Socialista Brasileiro (PSB)                | 867   |
| 08 | Alexandre Magno Martoni Debique Campos         | Partido do Movimento Democrático Brasileiro (PMDB) | 861   |
| 09 | Lucimar “Lucinho de Santanense” Nunes Nogueira | Partido Socialista Brasileiro (PSB)                | 781   |
| 10 | Giordane Alberto Carvalho                      | Partido do Movimento Democrático Brasileiro (PMDB) | 749   |
| 11 | Hudson Rodrigues Bernardes                     | Partido Social Cristão (PSC)                       | 732   |
| 12 | Otacília de Cássia Barbosa Parreiras           | Partido Verde (PV)                                 | 695   |
| 13 | Iago Souza Santiago, “Pranchana Jack”          | Partido Progressista (PP)                          | 678   |
| 14 | Silvano “do Córrego do Soldado” Gomes Pinheiro | Partido Humanista da Solidariedade (PHS)           | 661   |
| 15 | Márcia “do Dr. Ovídio” Cristina Silva Santos   | Partido Progressista (PP)                          | 649   |
| 16 | Gleison “Gleisinho” Fernandes de Faria         | Partido da Social-Democracia Brasileira (PSDB)     | 608   |
| 17 | Anselmo “das Festas” Fabiano Santos            | Partido Humanista da Solidariedade (PHS)           | 501   |

Estes são os vereadores da 30ª legislatura, que atuaram de 2013 a 2016.
| #  | Nome                                           | Partido                                            | Votos |
| -- | ---------------------------------------------- | -------------------------------------------------- | ----- |
| 01 | Francis Saldanha Franco                        | Partido do Movimento Democrático Brasileiro (PMDB) | 1402  |
| 02 | Alex Artur “Lequinho” da Silva                 | Partido da Social-Democracia Brasileira (PSDB)     | 1071  |
| 03 | Lucimar “Lucinho de Santanense” Nunes Nogueira | Partido Socialista Brasileiro (PSB)                | 992   |
| 04 | Gleison “Gleisinho” Fernandes de Faria         | Partido Social Liberal (PSL)                       | 840   |
| 05 | Gilberto “Gil Máximo” Emanuel Silva            | Partido Comunista do Brasil (PC do B)              | 799   |
| 06 | Palmira “da Biblioteca” Feliciano da Silva     | Partido do Movimento Democrático Brasileiro (PMDB) | 732   |
| 07 | Márcio “Marcinho Hakuna” Gonçalves Pinto       | Partido Popular Socialista (PPS)                   | 728   |
| 08 | Maurício Aguiar, Radialista                    | Partido da Social-Democracia Brasileira (PSDB)     | 722   |
| 09 | Hudson Rodrigues Bernardes                     | Partido Renovador Trabalhista Brasileira (PRTB)    | 686   |
| 10 | Édio “Edinho de Santanense” Gonçalves Pinto    | Partido Social Democrático (PSD)                   | 685   |
| 11 | Joel “do Grupo de Oração” Márcio Arruda        | Partido Trabalhista Cristão (PTC)                  | 684   |
| 12 | Antônio José de Faria Júnior, “Da Lua”         | Partido Social Liberal (PSL)                       | 635   |
| 13 | Nilzon Borges Ferreira                         | Partido Verde (PV)                                 | 625   |
| 14 | Leonardo “Léo Bala” Santos Rosemburg           | Partido Verde (PV)                                 | 617   |
| 15 | Adão “Adãozinho do SAAE” Batista de Lima       | Partido Social Democrático (PSD)                   | 552   |
| 16 | Giordane Alberto Carvalho                      | Partido do Movimento Democrático Brasileiro (PMDB) | 539   |
| 17 | Hélio Machado “da Mercearia” Rodrigues         | Partido Democrático Trabalhista (PDT)              | 481   |

Estes são os vereadores da 29ª legislatura, que atuaram de 2009 a 2012. 
| #  | Nome                                           | Partido                                            | Votos |
| -- | ---------------------------------------------- | -------------------------------------------------- | ----- |
| 01 | Antônio “Toinzinho” de Miranda Silva           | Partido do Movimento Democrático Brasileiro (PMDB) | 2463  |
| 02 | Márcio “Macinho” José Bernardes                | Partido dos Trabalhadores (PT)                     | 1541  |
| 03 | Lucimar “Lucinho de Santanense” Nunes Nogueira | Partido dos Trabalhadores (PT)                     | 1261  |
| 04 | Alex Artur “Lequinho” da Silva                 | Partido da Social-Democracia Brasileira (PSDB)     | 1228  |
| 05 | Gleison “Gleisinho” Fernandes de Faria         | Partido Social Liberal (PSL)                       | 1192  |
| 06 | Anselmo “dos Bailes” Fabiano Santos            | Partido da República (PR)                          | 1168  |
| 07 | Édio “Edinho de Santanense” Gonçalves Pinto    | Partido Popular Socialista (PPS)                   | 1071  |
| 08 | Edson “Varejão” Aparecido de Souza             | Partido do Movimento Democrático Brasileiro (PMDB) | 961   |
| 09 | Silvano “do Córrego do Soldado” Gomes Pinheiro | Partido Popular Socialista (PPS)                   | 927   |
| 10 | Delmo Gonçalves Barbosa                        | Democratas (DEM)                                   | 752   |

Estes são os vereadores da 28ª legislatura, que atuaram de 2005 a 2008.
| #  | Nome                                            | Partido                                        | Votos |
| -- | ----------------------------------------------- | ---------------------------------------------- | ----- |
| 01 | Anselmo “dos Bailes” Fabiano Santos             | Partido Liberal (PL)                           | 944   |
| 02 | Bolívar “do INSS” Barbosa Lima                  | Partido Verde (PV)                             | 1155  |
| 03 | Dagmar de Lourdes Barbosa                       | Partido Socialista Brasileiro (PSB)            | 788   |
| 04 | Donizete “da Areia” Geraldo de Lima             | Partido Liberal (PL)                           | 1172  |
| 05 | Gláucia Maria Santiago Rodrigues                | Partido Trabalhista Brasileiro (PTB)           | 1400  |
| 06 | Lucimar “Lucinho de Santanense” Nunes Nogueira  | Partido da Social-Democracia Brasileira (PSDB) | 1206  |
| 07 | Orlando Eustáquio Rodrigues                     | Partido Verde (PV)                             | 1115  |
| 08 | Pastora Vanda Aparecida de Souza                | Partido Liberal (PL)                           | 1073  |
| 09 | Rosse Andrade Silva                             | Partido Democrático Trabalhista (PDT)          | 1145  |
| 10 | Antônio “Toinzinho do Sô João” de Miranda Silva | Partido Progressista (PP)                      | 1069  |

Estes são os vereadores que atuaram nas legislaturas anteriores. Não há informação de votos ou partidos de todos os mandatos, principalmente os da primeira metade do século XX.
| Vereador                             | Período                    | Observações |
| ------------------------------------ | -------------------------- | --- |
| Absay Nogueira de Faria              | 1948-51                    | Substituindo Antônio Corradi Sobrinho.                                                                                       |
| Acácio Baeta Coelho                  | 1912-15                    | |
| Adão Eustáquio Lino                  | 2001-04                    | |
| Ademar Gonçalves de Souza            | 1947-51                    | |
| Ademar Gonçalves de Souza            | 1951-55                    | Eleito pelo PSD com 213 votos.                                                                                               |
| Aderbal Vitoi de Melo                | 1930-32                    | Primeiro Conselho Consultivo.                                                                                                |
| Afonso Santos                        | 1923-27                    | |
| Agripino Augusto Pereira Lima        | 1908-12                    | |
| Albino José dos Santos               | 1959-63                    | Eleito pela UDN com 305 votos.                                                                                               |
| Alfredo Alves de Sousa               | 1947-51                    | |
| Aníbal Lopes da Silva                | 1951-55                    | Eleito pelo PSD com 176 votos.                                                                                               |
| Antônio Augusto da Fonseca           | 1977-83                    | Eleito pelo MDB com 766 votos.                                                                                               |
| Antônio Augusto da Fonseca           | 1983-87                    | Eleito pelo PDB com 390 votos.                                                                                               |
| Antônio Augusto de Lima Coutinho     | 1930-32                    | Primeiro Conselho Consultivo.                                                                                                |
| Antônio Augusto de Lima Coutinho     | 1932-36                    | Segundo Conselho Consulttilvo.                                                                                               |
| Antônio Corradi Sobrinho             | 1947-51                    | |
| Antônio de Miranda e Silva           | 1997-00                    | |
| Antônio de Miranda e Silva           | 2001-04                    | |
| Antônio Faria                        | 1902-04                    | Representante do então distrito de Cajuru                                                                                    |
| Antônio Gonçalves Chaves             | 1929-36                    | Representante do então distrito de Cajuru                                                                                    |
| Antônio José Pereira                 | 1967-70                    | Eleito pela ARENA com 316 votos.                                                                                             |
| Antônio José Pereira                 | 1971-73                    | Eleito pela ARENA com 360 votos.                                                                                             |
| Antônio José Pereira                 | 1977-83                    | Eleito pela ARENA com 524 votos.                                                                                             |
| Antônio José Pereira                 | 1983-87                    | Eleito pelo PDS, com 304 votos.                                                                                              |
| Antônio José Pereira                 | 1993-96                    | |
| Antônio Maximiniano de Campos, Padre | 1902                       | |
| Antônio Nogueira Gontijo             | 2001-04                    | |
| Argemiro Ferreira da Silva           | 1959-63                    | Eleito pelo PR com 232 votos.                                                                                                |
| Aristeu Gonçalves                    | 1916-22                    | |
| Aristeu Pereira de Camargos          | 1951-55                    | Eleito pelo PTB com 88 votos                                                                                                 |
| Arthur Marques                       | 1993-96                    | |
| Arthur Marques                       | 1997-00                    | |
| Arthur Marques                       | 2001-04                    | |
| Artur Contagem Vilaça                | 1912-15                    | Representante do então distrito de Itatiaiuçu                                                                                |
| Artur Contagem Vilaça                | 1936-37                    | Mandato cassado pelo golpe do Estado Novo.                                                                                   |
| Etelberto Franzen de Lima            | 1923-27                    | Representante do então distrito de Conquista                                                                                 |
| Augusto Barreto Carneiro             | 1977-83                    | Eleito pela ARENA com 466 votos.                                                                                             |
| Augusto Gonçalves de Souza           | Séc XIX e Agente Executivo | Foi camarista representando Santana do São João Acima quando distrito de Pará de Minas e também depois de emancipada Itaúna. |
| Augusto Gonçalves Paulino            | 1955-59                    | Eleito pelo PTB com 232 votos.                                                                                               |
| Ataídes Alves Guimarães              | 1963-67                    | Representante do então distrito de Itatiaiuçu e eleito com 272 votos.                                                        |
| Augusto Alves de Souza               | 1927-29                    | Representante do então distrito de Cajuru                                                                                    |
| Áureo Magalhães Gomes                | 1951-55                    | Eleito pelo PSD, assumiu após a renúncia de José de Cerqueira Lima.                                                          |
| Bolívar Barbosa de Lima              | 1997-00                    | |
| Cândido Perillo                      | 1936                       | Terceiro Conselho Consultativo.                                                                                              |
| Cândido Perillo                      | 1936-37                    | Mandato cassado pelo golpe do Estado Novo.                                                                                   |
| Caravelle Eduardo Rezendes           | 1997-00                    | |
| Cassiano Dornas dos Santos           | 1905-07                    | |
| Celestino Gonçalves de Oliveira      | 1936-37                    | Mandato (Representante de Itatiaiuçu) cassado pelo golpe do Estado Novo.                                                     |
| Celserino de Faria                   | 1989-92                    | |
| Célio Soares de Oliveira             | 1955-59                    | Eleito pela UDN com 154 votos.                                                                                               |
| Cirilo Ribeiro da Silva              | 1947-51                    | |
| Claudemir Nocente                    | 2001-04                    | |
| Célio Gonçalves de Araújo            | 1947-51                    | |
| Cordomar Silveira                    | 1977-83                    | Eleito pelo MDB com 303 votos.                                                                                               |
| Custódio Coelho Duarte               | Séc XIX.                   | Representante do então distrito de Santana em Pará de Minas                                                                  |
| Custódio Nogueira Penido             | 1936-37                    | Mandato cassado pelo golpe do Estado Novo.                                                                                   |
| Cosme Caetano Silva                  | 1971-73                    | Eleito pela ARENA com 488 votos.                                                                                             |
| Cosme Caetano Silva                  | 1973-77                    | Eleito pela ARENA com 595 votos.                                                                                             |
| Dário Gonçalves de Souza             | 1927-30                    | |
| Dário Gonçalves de Souza             | 1932-36                    | Segundo Conselho Consultativo                                                                                                |
| Dário Gonçalves de Souza             | 1936-37                    | Mandato cassado pelo golpe do Estado Novo.                                                                                   |
| Délcio Soares Marra                  | 1973-77                    | Eleito pela ARENA com 338 votos.                                                                                             |
| Delmo Gonçalves Barbosa              | 1989-92                    | |
| Delmo Gonçalves Barbosa              | 2001-04                    | |
| Divino Oliveira Aguiar               | 1912-15                    | Representante do então distrito de Serra Azul                                                                                |
| Djalma Nogueira                      | 1905-07                    | |
| Djalma Nogueira                      | 1908-12                    | |
| Domingos Batista de Souza            | 1916-22                    | Representante do então distrito de Serra Azul                                                                                |
| Donizete Geraldo de Lima             | 1993-96                    | |
| Dorinato Moreira da Silva            | 1963-67                    | Eleito com 288 votos. |
| Dorinato Moreira da Silva            | 1977-83                    | Eleito pela ARENA com 463 votos.                                                                                             |
| Edno José de Oliveira                | 1997-00                    | |
| Edson Roldão de Oliveira             | 1997-00                    | |
| Eduardo de Oliveira Júnior           | 1927-30                    | Representante do então distrito de Itatiaiuçu                                                                                |
| Elmo Hilarino dos Santos             | 1997-00                    | |
| Elza Alves Nogueira                  | 1977-83                    | Eleita pela ARENA com 520 votos.                                                                                             |
| Euzébio Nogueira Penido, Padre       | 1902-04                    | Representante do então distrito de Itatiaiuçu                                                                                |
| Elizabeth Coutinho Magalhães         | 1993-96                    | |
| Enéias Gonçalves Chabes              | Séc. XIX                   | Representante do então distrito de Santana em Pará de Minas                                                                  |
| Expedito Antônio de Lima             | 1973-77                    | Eleito pela ARENA com 458 votos.                                                                                             |
| Fábio Joaquim Gonçalves              | 1993-96                    | |
| Fábio Joaquim Gonçalves              | 1997-00                    | |
| Fajardo Nogueira de Sousa            | 1947-51                    | |
| Flávio José de Faria Santos          | Séc. XIX                   | Representante do então distrito de Santana em Pará de Minas                                                                  |
| Flávio José de Faria Santos          | 1902-04                    | |
| Francisco de Assis Rezendes          | 1989-92                    | |
| Francisco de Assis Rezendes          | 1993-96                    | |
| Francisco Marinho Faria Filho        | 1963-67                    | Eleito com 340 votos. |
| Francisco Marinho Faria Filho        | 1967-70                    | Eleito pela ARENA com 395 votos.                                                                                             |
| Francisco Marinho Faria Filho        | 1971-73                    | Eleito pela ARENA com 433 votos.                                                                                             |
| Geraldino de Souza Filho (Mirinho)   | 2001-04                    | Eleito pelo PT. |
| Geraldo Alves da Silva               | 1997-00                    | |
| Geraldo Alves Parreiras              | 1959-63                    | Eleito pela UDN com 550 votos.                                                                                               |
| Geraldo Alves Parreiras              | 1973-77                    | Eleito pela ARENA com 1015 votos                                                                                             |
| Geraldo Magela de Assis Oliveira     | 1983-88                    | Eleito pelo PMDB com 971 votos.                                                                                              |
| Geraldo Teles Antunes                | 1993-96                    | |
| Giovanni Vinícius Caetano e Silva    | 1997-00                    | |
| Gláucia Maria Santiago Rodrigues     | 2001-04                    | |
| Guaracy de Castro Nogueira           | 1967-70                    | Eleito pela ARENA com 1315 votos.                                                                                            |
| Hélio Nogueira Guimarães             | 1977-83                    | Eleito pelo MDB com 627 votos.                                                                                               |
| Helinésio Geraldo Leite              | 1997-00                    | |
| Hely Nogueira                        | 1930-32                    | Primeiro Conselho Consultivo.                                                                                                |
| Hely Rodrigues                       | 1971-73                    | Eleito pelo MDB com 293 votos.                                                                                               |
| Henrique Antunes Vilaça              | 1951-55                    | Eleito pela UDN com 138 votos.                                                                                               |
| Hilda Alves Penido                   | 1989-92                    | |
| Ilídio Lourenço Dias                 | 1905-07                    | Representante do então distrito de Cajuru                                                                                    |
| Inácio Luís de Sousa                 | 1973-77                    | Eleito pela ARENA com 395 votos.                                                                                             |
| Idervan Nogueira                     | 1947-51                    | |
| Isma Pereira Frade                   | 1983-88                    | Eleita pelo PDB com 434 votos.                                                                                               |
| Ítalo Milo                           | 1951-55                    | Eleito pelo PSD com 202 votos.                                                                                               |
| Ivair Augusto da Fonseca             | 1951-55                    | Eleito pela UDN com 202 votos.                                                                                               |
| Jadir Marinho de Faria               | 1955-59                    | Eleito pelo PR com 128 votos.                                                                                                |
| Jaime Nogueira Rodrigues             | 1959-63                    | Eleito pelo PSD com 309 votos.                                                                                               |
| Jaime Nogueira Rodrigues             | 1973-77                    | Eleito pela ARENA com 789 votos.                                                                                             |
| Jason Vidal                          | 1993-96                    | |
| Januário Francisco Alves             | 1927-30                    | Representante do então distrito de Serra Azul                                                                                |
| João Dornas dos Santos               | Séc. XIX                   | Representante do então distrito de Santana em Pará de Minas                                                                  |
| João de Cerqueira Lima               | 1930-32                    | Primeiro Conselho Consultivo.                                                                                                |
| João José Joaquim de Oliveira        | 1983-88                    | Eleito pelo PMDB com 670 votos.                                                                                              |
| João Rodrigues Nogueira Penido       | 1905-07                    | |
| João Rodrigues Nogueira Penido       | 1908-12                    | Representante do então distrito de Cajuru.                                                                                   |
| João Nogueira de Faria               | 1932-36                    | Segundo Conselho Consultativo.                                                                                               |
| João Nogueira de Faria               | 1936                       | Terceiro Conselho Consultativo.                                                                                              |
| João Nogueira dos Santos             | 1950-51                    | Em substituição a Célio Soares de Araújo.                                                                                    |
| João Ribeiro de Oliveira             | 1967-70                    | Eleito pela ARENA com 578 votos.                                                                                             |
| João Ribeiro de Oliveira             | 1971-73                    | Eleito pelo MDB com 376 votos.                                                                                               |
| João Viana da Fonseca                | 1963-67                    | Eleito pelo MTR com 256 votos.                                                                                               |
| João Viana da Fonseca                | 1967-70                    | Eleito pela ARENA com 433 votos.                                                                                             |
| João Viana da Fonseca                | 1973-77                    | Eleito pela ARENA com 583 votos.                                                                                             |
| João Viana da Fonseca                | 1977-83                    | Eleito pela ARENA com 704 votos.                                                                                             |
| João Viana da Fonseca                | 1983-88                    | Eleito pelo PDS com 421 votos.                                                                                               |
| João Viana da Fonseca                | 1989-92                    | |
| João Viana da Fonseca                | 1993-96                    | |
| Joaquim Antônio Diniz                | 1973-77                    | Eleito pela ARENA com 1854 votos.                                                                                            |
| Joaquim Antônio Diniz                | 1977-83                    | Eleito pela ARENA com 423 votos.                                                                                             |
| Joaquim M. Veloso                    | 1916-22                    | Representante do então distrito de Conquista                                                                                 |
| José Barbosa da Fonseca              | 1959-63                    | Eleito pelo PTB com 299 votos.                                                                                               |
| José de Cerqueira Lima               | 1927-30                    | |
| José de Cerqueira Lima               | 1936                       | Terceiro Conselho Consultativo.                                                                                              |
| José de Cerqueira Lima               | 1936-37                    | Mandato cassado pelo golpe do Estado Novo.                                                                                   |
| José de Cerqueira Lima               | 1951                       | Eleito pelo PSD com 263 votos.                                                                                               |
| José Coelho Neto                     | 1983-88                    | Eleito pelo PMDB com 608 votos.                                                                                              |
| José Euzébio do Amaral               | 1908-12                    | Representante do então distrito de Serra Azul                                                                                |
| José Francisco Rodrigues             | 1923-27                    | Representante do então distrito de Serra Azul                                                                                |
| José Herculano Pereira               | 1947-51                    | |
| José Herculano Pereira               | 1951-55                    | Eleito pelo PSD com 172 votos.                                                                                               |
| José Jeová Guimarães                 | 1916-22                    | Representante do então distrito de Cajuru                                                                                    |
| José Jeová Guimarães                 | 1936-37                    | Mandato (Representante de Cajuru) cassado pelo golpe do Estado Novo.                                                         |
| José Jeová Guimarães                 | 1947-51                    | |
| José Justiniano Rodrigues da Silva   | 1912-15                    | Representante do então distrito de Conquista                                                                                 |
| José Luís Guimarães Filho            | 1983-88                    | Eleito pelo PMDB com 579 votos.                                                                                              |
| José Luiz de Oliveira Sobrinho       | 1967-70                    | Eleito pela ARENA com 384 votos.                                                                                             |
| José Maria Alves da Silva Campos     | 1923-27                    | Representante do então distrito de Cajuru                                                                                    |
| José Medeiros Júnior                 | 1989-92                    | |
| José Medeiros Júnior                 | 1993-96                    | |
| José Simonini Filho                  | 1983-88                    | Eleito pelo PMDB com 900 votos.                                                                                              |
| Jove Soares Nogueira                 | 1902-04                    | |
| Jove Soares Nogueira                 | 1932-36                    | Segundo Conselho Consultativo.                                                                                               |
| Jove Soares Nogueira                 | 1936                       | Terceiro Conselho Consultativo.                                                                                              |
| Júlio César Alves                    | 2001-04                    | |
| Juvenal Alves Macieira               | 1936-37                    | Mandato (Representante de Serra Azu) cassado pelo golpe do Estado Novo.                                                      |
| Juventino Francisco Galvão           | 1971-73                    | Eleito pelo MDB com 297 votos.                                                                                               |
| Ledo Alves Magalhães                 | 1959-63                    | Eleito pelo PTB com 330 votos.                                                                                               |
| Levindo Mariano Ferreira             | 1997-00                    | |
| Lincoln Nogueira Machado             | 1927-30                    | |
| Lincoln Nogueira Machado             | 1951-55                    | Eleito pelo PSD com 323 votos.                                                                                               |
| Lincoln Nogueira Machado             | 1955-59                    | Eleito pelo PSD com 231 votos.                                                                                               |
| Lindair Vicente de Resende           | 1993-96                    | |
| Luciano Penido                       | 1989-92                    | |
| Luís de Oliveira Guimarães           | 1971-73                    | Eleito pela ARENA com 591 votos.                                                                                             |
| Luís de Oliveira Guimarães           | 1973-77                    | Eleito pela ARENA com 816 votos.                                                                                             |
| Luís Gonzaga Henriques               | 1977-83                    | Eleito pelo MDB com 318 votos.                                                                                               |
| Luiz Augusto da Silva                | 1902-04                    | Representante do então distrito de Conquista.                                                                                |
| Luiz Augusto da Silva                | 1905-07                    | Representante do então distrito de Conquista.                                                                                |
| Luiz Augusto da Silva                | 1908-12                    | Representante do então distrito de Conquista.                                                                                |
| Luiz Lopes de Oliveira               | 1989-92                    | |
| Luiz Ribeiro de Oliveira             | 1902-04                    | |
| Luiz Ribeiro de Oliveira             | 1905-07                    | |
| Luiz Ribeiro de Oliveira             | 1936                       | Terceiro Conselho Consultativo.                                                                                              |
| Magda Lúcia Moreira Matos            | 1997-00                    | |
| Manoel Dias Correia                  | 1930-32                    | Primeiro Conselho Consultativo.                                                                                              |
| Manoel Dias Correia                  | 1932-36                    | Segundo Conselho Consultativo.                                                                                               |
| Manoel Gonçalves de Sousa            | 1967-70                    | Eleito pela ARENA com 467 votos.                                                                                             |
| Marcelo Corradi                      | 1963-67                    | Eleito com 365 votos. |
| Márcio José Bernardes                | 1989-92                    | |
| Márcio José Bernardes                | 1993-96                    | |
| Márcio José Bernardes                | 2001-04                    | |
| Marco Antônio da Fonseca             | 1989-92                    | |
| Marcos Antônio Alves Penido          | 1997-00                    | |
| Marcos Antônio Alves Penido          | 2001-04                    | |
| Marcos de Oliveira Guimarães         | 1974-76                    | Eleito pela ARENA. Assumiu como suplente.                                                                                    |
| Marcos Elias                         | 1977-83                    | Eleito pelo MDB com 328 votos.                                                                                               |
| Mardoqueu Gonçalves de Sousa         | 1902-04                    | |
| Mardoqueu Gonçalves de Sousa         | 1912-15                    | |
| Mardoqueu Gonçalves de Sousa         | 1923-27                    | |
| Maurício Aguiar                      | 2001-04                    | |
| Maurício Ribeiro Machado             | 1989-92                    | |
| Maurício Ribeiro Machado             | 1993-96                    | |
| Mauro Soares Nogueira                | 1959-63                    | Eleito pelo PSD com 279 votos.                                                                                               |
| Mauro Soares Nogueira                | 1963-67                    | Eleito com 268 votos. |
| Meroveu Pereira de Camargos          | 1963-67                    | Eleito pelo MTR com 182 votos.                                                                                               |
| Meroveu Pereira de Camargos          | 1967-70                    | Eleito pela ARENA com 266 votos.                                                                                             |
| Messias Alves de Assis               | 1963-67                    | Eleito com 257 votos. |
| Miguel José de Andrade               | 2001-04                    | |
| Miguel Parreiras de Figueiredo       | 1916-22                    | Representante do então distrito de Itatiaiuçu                                                                                |
| Milton Nogueira de Oliveira          | 1983-88                    | Eleito pelo PMDB com 650 votos.                                                                                              |
| Mirócles Gonçalves Pereira           | 1955-59                    | Eleito pela coligação PSP-PRP com 154 votos.                                                                                 |
| Moacir Mariano de Sousa              | 1971-73                    | Eleito pela ARENA com 395 votos.                                                                                             |
| Neider Moreira de Faria              | 1997-00                    | |
| Nelson Bernardes Alves               | 1977-83                    | Eleito pela ARENA com 590 votos.                                                                                             |
| Nelson Ferreira da Silva             | 1973-77                    | Eleito pela ARENA com 763 votos.                                                                                             |
| Nelson Soares Nogueira               | 1923-27                    | |
| Newton Penido                        | 1977-83                    | Eleito pela ARENA com 1126 votos.                                                                                            |
| Newton Penido                        | 1983-88                    | Eleito pelo PDS com 626 votos.                                                                                               |
| Noé Soares de Moura                  | 1989-92                    | |
| Olívio Ferreira Villefort            | 1971-73                    | Eleito pela ARENA com 409 votos.                                                                                             |
| Osmando Pereira da Silva             | 1971-73                    | Eleito pelo MDB com 325 votos.                                                                                               |
| Osmando Pereira da Silva             | 1983-88                    | Eleito pelo PMDB com 903 votos.                                                                                              |
| Osório Penido                        | 1905-07                    | Representante do então distrito de Itatiaiuçu                                                                                |
| Osório Penido                        | 1908-12                    | Representante do então distrito de Itatiaiuçu                                                                                |
| Osório Penido                        | 1923-27                    | Representante do então distrito de Itatiaiuçu                                                                                |
| Otacílio Henriques                   | 1963-67                    | Eleito pelo PTB com 134 votos.                                                                                               |
| Otacílio Henriques                   | 1967-70                    | Eleito pela ARENA com 449 votos.                                                                                             |
| Orlando Eustáquio Rodrigues          | 1997-00                    | |
| Oromar Moreira de Oliveira           | 1993-96                    | |
| Pedro Alberto                        | 1977-83                    | Eleito pela ARENA com 448 votos.                                                                                             |
| Pedro Paulo Pinto                    | 1983-88                    | Eleito pelo PMDB com 784 votos.                                                                                              |
| Pedro Paulo Pinto                    | 1989-92                    | |
| Pedro Paulo Pinto                    | 1993-96                    | |
| Pedro Paulo Pinto                    | 2001-04                    | |
| Peri Tupinambás                      | 1955-59                    | Eleito pelo PTB com 170 votos.                                                                                               |
| Raimundo Benedito de Faria           | 1947-51                    | |
| Raimundo Benedito de Faria           | 1951-55                    | Eleito com 326 votos pelo PSD.                                                                                               |
| Raimundo Benedito de Faria           | 1955-59                    | Eleito pelo PSD com 320 votos.                                                                                               |
| Raimundo Santos Nogueira             | 1973-77                    | Eleito pela ARENA com 316 votos.                                                                                             |
| Ricardo Drumond Magalhães            | 1993-96                    | |
| Ramiro Rodrigues de Oliveira         | 1927-30                    | Representante do então distrito de Conquista                                                                                 |
| Rogério Cândido de Andrade           | 1902-04                    | Substituiu Pe. Antônio Maximiniano Campos                                                                                    |
| Ronaldo Mendes Nogueira              | 1971-73                    | Eleito pela ARENA com 365 votos.                                                                                             |
| Rose Andrade Silva                   | 2001-04                    | |
| Serafim Caetano Moreira              | 1908-12                    | |
| Sebastião Rodrigues do Couto         | 1936-37                    | Mandato (Representante de Conquista) cassado pelo golpe do Estado Novo.                                                      |
| Sinfrônio Batista Jota               | 1912-15                    | Representante do então distrito de Cajuru                                                                                    |
| Silmar Moreira de Faria              | 2001-04                    | |
| Sivislau Antunes Moreira             | 1955-59                    | Eleito pela coligação PSP-PRP com 137 votos.                                                                                 |
| Tácito Nogueira                      | 1916-22                    | |
| Targino Alves de Sousa               | 1959-63                    | Eleito pelo PR com 391 votos.                                                                                                |
| Targino Alves de Sousa               | 1963-67                    | Eleito com 368 votos. |
| Tales Santos                         | 1955-59                    | Eleito pelo PSD com 176 votos.                                                                                               |
| Tales Santos                         | 1959-63                    | Eleito pelo PSD com 327 votos.                                                                                               |
| Tales Santos                         | 1963-67                    | Eleito com 406 votos. |
| Tales Santos                         | 1967-70                    | Eleito pela ARENA com 332 votos.                                                                                             |
| Tales Santos                         | 1971-73                    | Eleito pela ARENA com 433 votos.                                                                                             |
| Valdir Corradi                       | 1967-70                    | Eleito pela ARENA com 980 votos.                                                                                             |
| Valdir Corradi                       | 1973-77                    | Eleito pela ARENA com 1483 votos.                                                                                            |
| Venero Nogueira Pedrosa              | 1936-37                    | Mandato (Representante de Itatiaiuçu) cassado pelo golpe do Estado Novo.                                                     |
| Vicente Gabriel Gonçalves Penido     | 2001-04                    | |
| Vicente Nogueira Penido              | 1947-51                    | |
| Vicente Nogueira Penido              | 1951-55                    | Eleito pela UDN com 200 votos.                                                                                               |
| Vicente Nogueira Penido              | 1959-63                    | Eleito pela UDN com 288 votos.                                                                                               |
| Vicente Nogueira Penido              | 1963-67                    | Eleito com 339 votos. |
| Vicente Nogueira Penido              | 1967-70                    | Eleito pela ARENA com 365 votos.                                                                                             |
| Vicente Nogueira Penido              | 1973-77                    | Eleito pela ARENA com 488 votos.                                                                                             |
| Vicente de Paula Lino                | 1989-92                    | |
| Waldemar Gonçalves de Sousa          | 1973-77                    | Eleito pela ARENA com 368 votos.                                                                                             |
| Walter Corradi                       | 1983-88                    | Eleito pelo PMDB com 740 votos.                                                                                              |
| Walter Corradi                       | 1989-92                    | |
| Walter Marques da Silva              | 1955-59                    | Eleito pelo PTB com 325 votos.                                                                                               |
| Walter Marques da Silva              | 1959-63                    | Eleito pelo PTB com 382 votos.                                                                                               |
| Walter Marques da Silva              | 1967-70                    | Eleito pela ARENA com 442 votos.                                                                                             |
| Walter Marques da Silva              | 1973-77                    | Eleito pela ARENA com 310 votos.                                                                                             |
| Walter Marques da Silva              | 1977-83                    | Eleito pelo MDB com 345 votos.                                                                                               |
| Walter Marques da Silva              | 1983-88                    | Eleito pelo PMDB com 490 votos.                                                                                              |
| Wanda Nogueira Neto                  | 1971-73                    | Eleita pelo MDB406 votos. |
| William Leão                         | 1955-59                    | Eleito pelo PSD com 154 votos.                                                                                               |
| William Leão                         | 1963-67                    | Eleito com 303 votos. |
| Zacarias Ribeiro de Camargos         | Séc. XIX                   | Representante do então distrito de Santana em Pará de Minas                                                                  |

### Gonçalvismo
Outro aspecto da vida política de Itaúna é a, desde sempre, presença da família Gonçalves no meio, tendo essa participação expressiva ganhado o nome de "Gonçalvismo". Para o historiador Charles Aquino, baseado em textos de Guaracy de Castro Nogueira, "foi um movimento que gradualmente transformou o perfil do município de Sant'Ana, impulsionado pela família Gonçalves, que chegaram ao arraial de Sant’Ana com capital e novas ideias, o que lhes permitiu adquirir as melhores terras e fazendas, estabelecendo-se como líderes econômicos e políticos. A riqueza e o poder adquiridos por meio do comércio e da indústria permitiram-lhes influenciar significativamente o desenvolvimento da infraestrutura local, como a introdução da estrada de ferro e a iluminação pública. Esta influência se estendeu à esfera educacional, com dois de seus descendentes se formando como os primeiros doutores de Sant'Ana, indicando um investimento na educação e cultura que perpetuaria sua hegemonia por décadas - advogado dr. José Gonçalves de Souza Moreira e o médico Augusto Gonçalves de Souza, prefeito por 5 mandatos." Além disso, complementa Aquino, "O "Gonçalvismo" em Itaúna representa um exemplo paradigmático de como famílias influentes podem moldar o destino de um município. A união estratégica entre os Gonçalves de Souza Moreira e os Gonçalves Cançado foi fundamental para a consolidação de um poder econômico e político que transformou o pacato arraial de Sant’Ana em um polo industrial. Manoel José de Souza Moreira, com sua visão pioneira, é merecidamente reconhecido como o arquiteto desta transformação, liderando uma era de progresso que mudou para sempre o curso da história de Itaúna."